# Liste der Kulturdenkmale in Hartenstein (Sachsen)

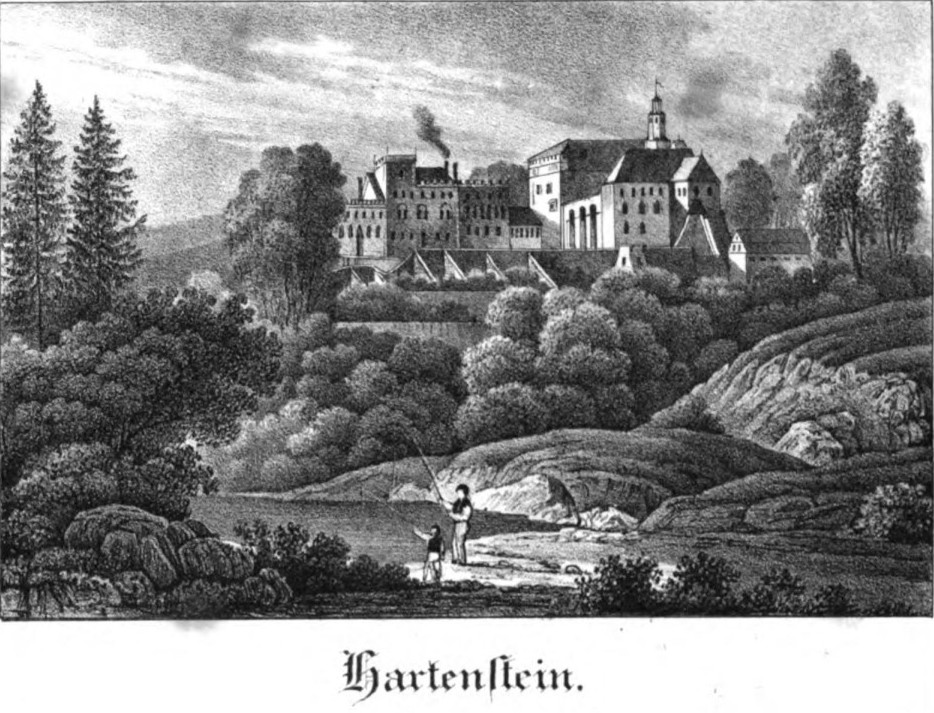
Alte Ansicht von Hartenstein

Die Liste der Kulturdenkmale in Hartenstein enthält die Kulturdenkmale in Hartenstein.
Diese Liste ist eine Teilliste der Liste der Kulturdenkmale in Sachsen.

## Legende
- Bild: Bild des Kulturdenkmals, ggf. zusätzlich mit einem Link zu weiteren Fotos des Kulturdenkmals im Medienarchiv Wikimedia Commons. Wenn man auf das Kamerasymbol klickt, können Fotos zu Kulturdenkmalen aus dieser Liste hochgeladen werden:
- Bezeichnung: Denkmalgeschützte Objekte und ggf. Bauwerksname des Kulturdenkmals
- Lage: Straßenname und Hausnummer oder Flurstücknummer des Kulturdenkmals. Die Grundsortierung der Liste erfolgt nach dieser Adresse. Der Link (Karte) führt zu verschiedenen Kartendiensten mit der Position des Kulturdenkmals. Fehlt dieser Link, wurden die Koordinaten noch nicht eingetragen. Sind diese bekannt, können sie über ein Tool mit einer Kartenansicht einfach nachgetragen werden. In dieser Kartenansicht sind Kulturdenkmale ohne Koordinaten mit einem roten bzw. orangen Marker dargestellt und können durch Verschieben auf die richtige Position in der Karte mit Koordinaten versehen werden. Kulturdenkmale ohne Bild sind an einem blauen bzw. roten Marker erkennbar.
- Datierung: Baubeginn, Fertigstellung, Datum der Erstnennung oder grobe zeitliche Einordnung entsprechend des Eintrags in der sächsischen Denkmaldatenbank
- Beschreibung: Kurzcharakteristik des Kulturdenkmals entsprechend des Eintrags in der sächsischen Denkmaldatenbank, ggf. ergänzt durch die dort nur selten veröffentlichten Erfassungstexte oder zusätzliche Informationen
- ID: Vom Landesamt für Denkmalpflege Sachsen vergebene, das Kulturdenkmal eindeutig identifizierende Objekt-Nummer. Der Link führt zum PDF-Denkmaldokument des Landesamtes für Denkmalpflege Sachsen. Bei ehemaligen Kulturdenkmalen können die Objektnummern unbekannt sein und deshalb fehlen bzw. die Links von aus der Datenbank entfernten Objektnummern ins Leere führen. Ein ggf. vorhandenes Icon  führt zu den Angaben des Kulturdenkmals bei Wikidata.

## Hartenstein
| Bild                                    | Bezeichnung | Lage                                                                           | Datierung                                                      | Beschreibung | ID       |
| --------------------------------------- | --- | ------------------------------------------------------------------------------ | -------------------------------------------------------------- | --- | -------- |
| Weitere Bilder                          | Eichenallee | (Karte)                                                                        | 19./20. Jahrhundert                                            | Von ortshistorischer Bedeutung. Einzeldenkmal der Sachgesamtheit Schloss Hartenstein (siehe auch Sachgesamtheit 09300507): Gepflanzt anlässlich von Fürstenhochzeiten, letzte Pflanzung einer Hochzeitseiche 1945. | 09246422 |
|                                         | Denkmalschutzgebiet Stadtkern Hartenstein (Vorschlag) | (Karte)                                                                        |                                                                | Denkmalschutzgebiet Stadtkern Hartenstein | 09247654 |
| Direkt Bild zu diesem Denkmal hochladen | Wohnhaus in offener Bebauung | August-Bebel-Straße 6 (Karte)                                                  | um 1800                                                        | Putzbau mit barockem Türportal und Kreuzgratgewölben im Inneren. Mittelrisalit dreigeschossig, sonst zweigeschossig, massiv, Giebel mit Fachwerkkonstruktion, Mansarddach mit halbem Schopf, Kreuzgratgewölbe im Erdgeschoss, z. B. im Laden und Hausflur, Stichbogenportal mit Schlussstein, schöne zweiflüglige Haustür mit Oberlicht, Schlussstein mit Initiale, Hauszeichen am Kämpfer Tür, Zahnschnittfries, Knauf an Tür, Fachwerk aufgebrettert, schönes gefastes Kranzgesims, Portal vermutlich nachträglich in Mittelrisalit eingefügt. | 09246205 |
| Direkt Bild zu diesem Denkmal hochladen | Wohnhaus (mit Laden) und Scheune | August-Bebel-Straße 9 (Karte)                                                  | vor 1800                                                       | Verputztes oder verschiefertes Fachwerkhaus in gutem Originalzustand von städtebaulichem Wert. - Wohnhaus: Fachwerk-Obergeschoss, Fleischerei im Erdgeschoss, Erdgeschoss massiv, Walmdach, schönes geschweiftes Kranzgesims, ursprünglich Fleischerei und Gastwirtschaft, kleiner Anbau, im Erdgeschoss massiv, im Obergeschoss Fachwerk, drei zweireihig angeordnete Dachhäuschen, Obergeschoss leicht vorkragend, - Denkmalwert: Wissenschaftlicher Wert bedingt durch vermutetes Alter des Gebäudes, städtebaulicher Wert durch Lage an Platzweitung unterhalb Marktplatz. | 09246207 |
| Direkt Bild zu diesem Denkmal hochladen | Wohnhaus in offener Bebauung mit Heiste und Zaun | August-Bebel-Straße 15 (Karte)                                                 | Mitte 19. Jahrhundert                                          | Zeittypischer Fachwerkbau (verputzt oder verschiefert) in gutem Originalzustand, baugeschichtlich von Bedeutung. Erdgeschoss massiv, Bruchstein, Fachwerk-Obergeschoss verputzt oder verschiefert, Satteldach mit unproportioniertem Dachhecht, Türstock mit waagerechtem Gebälk und Zahnschnitt, zweiflüglige Haustür mit Oberlicht, Fenstergewände mit einer Hohlkehle, Traufseite am Garten mit massivem Anbau im Obergeschoss (Traufseite durch Hanglage dort eingeschossig, sonst zweigeschossig), flaches Satteldach, Denkmalwert: heimatgeschichtlicher Wert. | 09246204 |
| Weitere Bilder                          | Sachgesamtheit Schloss Hartenstein | August-Bebel-Straße 24; 26; 28; 30b; 32; 32b; 32; 32b; 32c; 34; 36; 38 (Karte) | 2. Hälfte 12. Jahrhundert und später (Burg- und Schlossanlage) | Bedeutsames Bauensemble von heimatgeschichtlicher Bedeutung. Sachgesamtheit mit folgenden Einzeldenkmalen: - Eichenallee (siehe Obj. 09246422), - Gedenkstein für Alexander Fürst von Schönburg-Hartenstein (siehe Obj. 08955873), - Vier Wohn- und Wirtschaftsgebäude des ehemaligen Rittergutes (siehe Obj. 09246197 – August-Bebel-Straße 30, 32, 32b, 32c), - Schloss Hartenstein (ehemalige Burg) mit Schlossruine, Wirtschaftsgebäuden, im östlichen Vorhof Torturm (ehemaliges Malzhaus) sowie Reste der Umfassungsmauer, nördlicher und östlicher Wallgraben sowie Burgberg mit Weg (siehe Obj. 09246196 – August-Bebel-Straße 34, 36, 38) und - Schlossgarten (Gartendenkmal) sowie - Teile des ehemaligen Wirtschaftshofes östlich der Schlossanlage (ehemaliges Vorwerk – Sachgesamtheitsteile – August-Bebel-Straße 24, 26, 28, 30b, Haushälfte Nr. 30). Schlossgarten: Quellenlage: Auf dem Messtischblatt 1874 ist der gesamte Schlossberg mit Obstbaumsignatur versehen. Das Messtischblatt 1922 in der Ausgabe 1943 zeigt die Fortentwicklung der gärtnerischen Anlagen. So ist eine kleine Gartenfläche mit Rondell auf dem westlichen Schlossplateau umgeben von den Umfassungsmauern dargestellt – innerer Garten. Des Weiteren führen Wege vom westlichen Ausgang dieses Plateaus am nördlichen Berghang hinab. Dieser vom Weg durchzogene Hang ist mit der typischen Parksignatur versehen. Man kann also annehmen, dass es sich hierbei um einen mit Ziergehölzen aufgewerteten parkähnlichen Bereich mit Spaziergang handelt – äußerer Garten. Der Südhang des Schlossberges ist als Nutzgarten dargestellt. Diese Gestaltung und Nutzung des Schlossberges wird durch Postkartenabbildungen belegt. Der südliche Schlossberg besitzt einen lichten Bestand an niedrigen Bäumen, zum Teil erkennbar als blühende Obstbäume. Das ummauerte Schlossplateau besitzt ein Rasenrondell mit kleinen Koniferen am Rand und hochstämmigen Rosen in der Mitte. Unterstützt werden die Quellen durch eine Lageskizze, veröffentlicht 1924/25 in dem Journal Bausteine zur Geschichte der Stadt Hartenstein … S. 93. Darauf sind neben den baulichen Anlagen des Schlosses Hartenstein auch Teile der gärtnerischen Anlagen im Grundriss dargestellt. Zu sehen ist, wie die Ein- und Ausgänge, mittels geschwungener teils platzartig erweiterter Wege angebunden sind, die Lage des Rondells und der übrigen Grünflächen auf dem Schlossplateau. Vom Hof gelangte man nicht nur auf das höher liegende Plateau, sondern auf die oberste Terrasse des südlichen Hanges. Hier ist zunächst der Wäscheplatz am Malzhaus ausgewiesen und der westlich anschließende sogenannte Gemüsegarten. - Aktuelle Befunde/Schutzgut: Im äußeren Hof flankieren zwei ältere Linden (etwa 19. Jahrhundert) den Eingang zum oberen Schlossplateau. Zwei weitere Linden aus dieser Zeit befinden sich auf diesem Hof nahe der Schlossmauern (am Fuß der Schuttböschungen). Weitere Bäume (Ahorn) ist Aufwuchs und schon zur Fällung vorbereitet. – Die vier Linden sind zu erhalten und bei Abgang nachzupflanzen. - Der innere Garten auf dem Schlossplateau existiert nur noch als eine große Freifläche ohne Wege und Anpflanzungen. Er wird als Freilichtbühne genutzt. Ehemalige Garten-, heutige Freifläche als Bestandteil der Sachgesamtheit geschützt. - Der westliche Ausgang vom Plateau kann derzeit nicht genutzt werden (neue Eigentumsverhältnisse), aber das Relief weist eindeutig den sich verzweigenden umlaufenden Weg nach. Einige Ziersträucher sind an der Nord- und Westmauer sowie in der Abzweigung des hangabwärtsführenden Weges als Bepflanzungsrelikte vorhanden. - Ziersträucher, Relief und Fläche sind bei Baumaßnahmen oder Auslichtung des Gehölzbestands zu erhalten, - Erstrebenswert wäre es, den nördlichen bzw. nordwestlichen Zugang als Weg wieder zu ertüchtigen. - Vom Aufgang zum inneren Garten (Schlossplateau) gibt es einen direkten Zugang (neogotischer Mauerdurchlass mit überdachtem Holzpodest und -treppe) zum terrassierten Südhang des Schlossberges. Der gesamte Südhang ist terrassiert. Im oberen Bereich noch breite Terrassen, nach unten schmaler werdend mit entsprechend unterschiedlich hohen Trockenmauern aus Naturstein. Die Wärme des Südhangs wurde für die Anzucht von Gemüse und Obst genutzt. Erhalten sind Pfirsichbäume an der oberen Mauer, Apfel-, Pflaumen- und Kirschbäume sowie Haselnusssträucher auf den übrigen Terrassen verteilt. Obstbäume schätzungsweise nicht älter als 60/65 Jahre. In den letzten Jahrzehnten sind die Terrassen mit kleinen Lauben und Gewächshäusern bestückt worden. Es ist die Entrümpelung und Wiederbepflanzung der Flächen mit Obstgehölzen geplant. - Die Natursteintrockenmauern sind zu erhalten, bei der Entrümpelungsaktion zu schonen und gegebenenfalls zu sanieren. - Für die noch erhaltenen Obstgehölze und Nusssträucher wird empfohlen eine Sortenbestimmung vorzunehmen. Die neue Bepflanzung sollte standortgerechte, spätfrostunempfindliche, eventuell für die Region nachgewiesene historische Obstsorten umfassen. Zusammenfassung: Innerer und äußerer Garten sowie die Nutzgarten-Terrassen am Südhang des Schlossberges sind zu erhalten. Geplante Veränderungen sind denkmalschutzrechtlich zu beantragen. | 09300507 |
| Weitere Bilder                          | Ehemaliges Sächsisches Amtsgericht, heute Wohnhaus | August-Bebel-Straße 25 (Karte)                                                 | um 1850                                                        | Heimatgeschichtlich bedeutsames Gebäude. Am Giebel Wappen erhalten, zweigeschossig, längsrechteck. Grundriss, Putzbau mit Lisenengliederung, Satteldach, einfacher Bau. | 09246198 |
| Direkt Bild zu diesem Denkmal hochladen | Vier Wohn- und Wirtschaftsgebäude des ehemaligen Vorwerks | August-Bebel-Straße 30; 32; 32b; 32c (Karte)                                   | vor 1900                                                       | Bedeutsames Bauensemble von heimatgeschichtlicher Bedeutung. Einzeldenkmale der Sachgesamtheit Schloss Hartenstein (siehe auch Sachgesamtheit 09300507): Vorwiegender Baubestand 19. Jahrhundert, teilweise zerstört, ehemalige Wohn- und Wirtschaftsgebäude, ursprüngliche Hofanlage zum Teil zerstört, Nummer 30 kein Einzeldenkmal, zum Neubauernhaus umgebaut, gehört aber zum Rittergut, Gebäude teilweise durch andere Nutzung verändert, Denkmalwert: stadtgeschichtliche Bedeutung. Flurstücke: - Haus Nummer 24 – 686/2 u. 686/3, - Nummer 26 – 685, - Nummer 28 – 685, - Nummer 30b – 687/9, - Nummer 32 – 687/10, - Nummer 32b – 687/9, - Nummer 32c – 687/11. | 09246197 |
| Weitere Bilder                          | Schloss (ehemalige Burg) mit Schlossruine, Wirtschaftsgebäuden, im östlichen Vorhof Torturm (ehemaliges Malzhaus) sowie Resten der Umfassungsmauer, nördlichem und östlichem Wallgraben sowie Burgberg mit Weg | August-Bebel-Straße 34; 36; 38 (Karte)                                         | 2. Hälfte 12. Jahrhundert (Mauerreste mit Zinnen)              | Stadtgeschichtlich bedeutsame Schlossanlage von landschaftsgestaltender Bedeutung. Einzeldenkmale der Sachgesamtheit Schloss Hartenstein (siehe auch Sachgesamtheit 09300507): Im 16. Jahrhundert Umbau der mittelalterlichen Burg (12. Jahrhundert) zum Schloss, ovaler Grundriss unter Verwendung älterer Teile, seit 1945 Ruine, von der ehemaligen Burg Mauerreste mit Zinnen sowie nördlicher und östlicher Wallgraben erhalten, von hufeisenförmigem zum Teil spätgotischen Bau an Ostseite nur im Südflügel Räume mit Kreuzgratgewölbe erhalten,spärliche Renaissancereste, im östlichen Vorhof bollwerkartiger Torbau mit Schweifgiebel (Hofseite) und Wappen Familie von Schönburg, bezeichnet „1536“, Haus Nummer 34 – 684/1, Nummer 36 – 684/1, Nummer 38 – 910. | 09246196 |
|                                         | Meilenstein | August-Bebel-Straße 38 (Karte)                                                 | nach 1850 (Meilenstein)                                        | Wohl Halbmeilenstein, vermutlich ursprünglich an der Poststraße nach Schneeberg stehend, Zeugnis der Verkehrsgeschichte. | 09303223 |
| Direkt Bild zu diesem Denkmal hochladen | Forsthaus mit Wassertrog | Badergasse 7 (Karte)                                                           | 2. Hälfte 17. Jahrhundert                                      | Zeit- und landschaftstypisches, architektonisch qualitätvolles Fachwerkwohnhaus. Holzreiches, regelmäßiges Fachwerk im Obergeschoss mit wenigen Streben, Krüppelwalmdach, Giebeldreieck verbrettert mit Wetterschräge, Fachwerk sichtbar, Erdgeschoss massiv, verändert, Natursteinsockel, Wassertrog, verziert mit figuralen und floralen Motiven vor Haus, bezeichnet „1850“, Haus aus zweiter Hälfte 17. Jahrhundert, Fachwerk zweite Hälfte 18. Jahrhundert, teilweise kräftige Schwelle, Denkmalwert: Heimatgeschichtlicher Wert als original erhaltenes Fachwerkhaus, Fensterproportionen beibehalten, architektonische Qualität als wohlproportioniertes Gebäude. | 09246150 |
| Direkt Bild zu diesem Denkmal hochladen | Häuslerhaus | Badergasse 10 (Karte)                                                          | nach 1700                                                      | Landschafts- und zeittypisches, sehr altes Fachwerkwohnhaus, sozialgeschichtlich von Bedeutung. Fachwerk-Obergeschoss, hangseitig eingeschossig, sonst zweigeschossig, aufgeblattete Kopfstreben, ein Riegel, Fachwerk teilweise im 18. Jahrhundert erneuert in zeittypischer Konstruktion, steiles Satteldach, Giebeldreieck verbrettert, Erdgeschoss massiv, verändert, hangseitig kleiner massiver Schuppenanbau mit Pultdach, Denkmalwert: Heimatgeschichtlicher Wert als eines der ältesten Dorfgebäude in diesem Ortsteil. | 09246148 |
| Direkt Bild zu diesem Denkmal hochladen | Wohnhaus in offener Bebauung | Badergasse 12 (Karte)                                                          | um 1800                                                        | Landschaftstypisches, qualitätvoll gestaltetes Fachwerkwohnhaus von großer Bedeutung für das Ortsbild, baugeschichtlich von Bedeutung. regelmäßiges Fachwerk mit Eckstreben, teilweise erneuert, Fachwerk-Obergeschoss teilweise verbrettert, auch Giebeldreieck, Wetterschräge erneuert, großes Mansarddach mit halbem Schopf, Erdgeschoss massiv, vermutlich erst 19. Jahrhundert unterfahren, Mitteleingang an Traufseite, Mauerwerk im Erdgeschoss original, schöne Verschieferung an einen Traufseite, Denkmalwert: Große Bedeutung für Ortsbild durch dominante Lage, weithin sichtbar, guter Originalzustand, heimatgeschichtlicher Wert. | 09246149 |
| Direkt Bild zu diesem Denkmal hochladen | Wohnhaus in offener Bebauung, mit Heiste | Bahnhofstraße 2 (Karte)                                                        | um 1800                                                        | Landschafts- und zeittypisches Fachwerkwohnhaus von städtebaulicher Bedeutung. Fachwerk-Obergeschoss, Erdgeschoss massiv mit zu großen Fenstern, Fachwerk traufseitig sichtbar, Giebel verbrettert, Streben an Hausecken und in Mitte der Traufseite, Mansarddach mit halbem Schopf, Obergeschoss in gutem Originalzustand. | 09246423 |
| Direkt Bild zu diesem Denkmal hochladen | Kelleranlage der ehemaligen Stadtbrauerei, heute Keller eines neueren Wohnhauses | Bahnhofstraße 3 (Karte)                                                        | laut mündlicher Überlieferung 1828, eventuell älter            | Regionalhistorisch bedeutsame Kelleranlage. Tonnengewölbte Keller, teilweise parallel zueinander angeordnet, längster Keller zirka 20 Meter, überbaut mit Gebäudesubstanz 19. Jahrhundert und 20. Jahrhundert ohne Denkmalwert. | 09246424 |
| Weitere Bilder                          | Schule mit Freiflächenanlage (terrassenförmige Anlage mit Treppen, Freiflächen und Mauern) und Kriegerdenkmalen für die Gefallenen des Ersten und Zweiten Weltkrieges                                          | Bahnhofstraße 8 (Karte)                                                        | bezeichnet 1912–1913                                           | Architektonisch qualitätvolle Anlage von hohem städtebaulichem Wert sowie regionalhistorisch bedeutsame Kriegerdenkmale aus drei grob behauenen Natursteinen. Geweiht am 7. Januar 1914, auf Inschrift am Sockel verzeichnet, großer U-förmiger Putzbau, mehrgeschossig, figürliche Reliefdarstellungen, Eingang mit Pfeilern, Verdachung mit Kupfer, Mansardwalmdach, schöne originale Haustür, Fenster teilweise original, terrassenförmige Anlage mit Böschungs- und Einfriedungsmauern, Freitreppen und Freiflächen, Kriegerdenkmal für die Gefallenen des Ersten Weltkrieges: zwei Steine, Kriegerdenkmal für die Gefallenen des Zweiten Weltkrieges: ein Stein, alle grob behauene Natursteine mit Inschrift, noch Schule: am Eingang Reliefdarstellungen von Schülerinnen und Schülern, Denkmalwert: wissensch. Wert als zeittypischer Schulbau, architektonische Qualität bedingt durch ausgewogene und kunstvolle Fassadengestaltung, städtebaulicher Wert aufgrund dominanter Lage, zwei Seitenflügel, der eine davon als Turnhalle, Mittelteil mit Mittelrisalit und Eingang, Dachausbauten, am Mittelteil drei Gauben mit Satteldach, als Gruppe eng zueinander angeordnet, rechteckiger Dachreiter mit Laterne und welscher Haube, ursprünglich vermutlich mit Schulglocke, vermutlich nicht erhalten, an rückwärtiger Traufseite Flügelanbau nach 1960 ohne Denkmalwert. | 09246425 |
| Weitere Bilder                          | Gedenkstein für Alexander Fürst von Schönburg-Hartenstein | Denkmalweg (Karte)                                                             | nach 1890                                                      | Regionalhistorisch bedeutsamer Gedenkstein. Einzeldenkmal der Sachgesamtheit Schloss Hartenstein (siehe auch Sachgesamtheit 09300507): Alexander Fürst von Schönburg-Hartenstein, geboren 1826, gestorben 1890, Inschrift: „Er pflegte diesen Wald mit Liebe und Verständnis“. | 08955873 |
| Direkt Bild zu diesem Denkmal hochladen | Villa mit Garten | Hospitalweg 1 (Karte)                                                          | um 1900                                                        | Qualitätvoller, zeittypischer, gründerzeitlicher Villenbau in gutem Originalzustand, baugeschichtlich von Bedeutung. Unregelmäßig gestalteter Bau mit Seitenrisaliten, Schwebegiebeln mit Leergespärren, Satteldächern, Putzverzierungen: Eckquaderung, Putzbänder, Relieffelder mit Ranken, guter Originalzustand, zweigeschossig, Denkmalwert: Architektonische Qualität, wissenschaftlicher Wert, kleiner hölzerner, verzierter Vorbau am Eingang, Eckerker mit Zierfachwerk und Pyramidenhelm, dieser eingesch., im Garten Reste des alten Baumbestandes, Wegeführung verändert. | 09246174 |
| Direkt Bild zu diesem Denkmal hochladen | Ehemaliges Hospital, jetzt Wohnhaus | Hospitalweg 2 (Karte)                                                          | 1846                                                           | Zeittypischer Putzbau von stadtgeschichtlichem Wert. Massiv, längsrechteckiger Grundriss, zweigeschossig, nachträglicher Rauputz, Porphyrfenstergewände, teilweise vierflügliges Fenster mit feststehendem Kämpfer, Rahmenfüllungstür, zweiflüglig mit feststehendem Kämpfer und schmalem Oberlicht als Haustür, Fenster größtenteils erneuert, Satteldach vorkragend mit verzierten Pfettenköpfen, gute Innenausstattung, Fenstergewände und Türportal Porphyrtuff, kräftig hervortretender Mittelrisalit und zwei Seitenrisalite mit Schwebegiebeln und verziertem Leergespärre, Denkmalwert: Wissenschaftlicher Wert als zeittypischer Bau in gutem Originalzustand und stadtgeschichtlicher Wert als Beispiel Baustil in Hartenstein und aufgrund der Funktion als ehemaliges Hospital und guter Originalzustand, Anmerkung 2009: Zum Wohnhaus umgebaut, dadurch äußeres Erscheinungsbild beeinträchtigt, Denkmalwert leitet sich daher vorrangig vom stadtgeschichtlichen Wert ab. | 09246173 |
| Weitere Bilder                          | Kirche (mit Ausstattung), Reste der alten Kirchhofsmauer sowie zwei Wandgräber an der Nordwand der Kirche und vier eiserne Grabmale für die Familie von Schönburg-Hartenstein                                  | Kirchgasse (Karte)                                                             | 1869–1870                                                      | Typische sächsische Stadtkirche des 19. Jahrhunderts mit älterer Ausstattung, baugeschichtlich, ortsbildprägend und ortsgeschichtlich von Bedeutung, neogotische Saalkirche. - Kirche: Neubau von 1869/70 unter Einbeziehung barocker Teile des Vorgängerbaus, Saalkirche mit Satteldach, 3/8-Ostabschluss, Westturm auf quadratischem Grundriss, Glockengeschoss polygonal fortgesetzt, Faltdach, ursprünglich Gruft der Schönburger, Sakristeianbau am Chor, im Westen Treppenhaus vorgelagert, im Inneren umlaufende Emporenanlage, flachgedeckt mit Kassettendecke, Empore auf Pfeilern mit Gurtbögen ruhend, Orgelempore vergrößert, Bleiglasfenster im Chor, Hauptportal im Süden des Kirchenschiffes, hölzerner Kruzifix, spätgotisch, zwei Apostelfiguren, von Altar 18. Jahrhundert, Holz, zwei barocke Engel mit Geißelsäule, Sandstein, - Alte Friedhofsmauer im Osten des Friedhofes teilweise erhalten, Bruchsteinmauerwerk. - Grabmale: - Wandgrabmal für Grafen und Familie Hans Schönburg-Hartenstein (1559–1786), Sandstein/Marmor, - Wandgrabmal Friedrich Gottlob Wirthgen (gest. 1806), Sandstein, - Grabmal Alois Fürst von Schönburg-Hartenstein (1858–1944), - Grabmal Johanna Fürstin von Schönburg-Hartenstein geb. Collorodo-Mansfeld (1867–1933), - Grabmal Hieronymus Prinz von Schönburg-Hartenstein (1889–1914), - Grabmal Karl Prinz von Schönburg-Hartenstein (1918–1938). | 09246171 |
| Direkt Bild zu diesem Denkmal hochladen | Pfarrhaus | Kirchgasse 3 (Karte)                                                           | 1. Drittel 19. Jahrhundert                                     | Nach dem Stadtbrand von 1624 errichteter Massivbau von städtebaulichem und heimatgeschichtlichem Wert, wichtiges Bauwerk des Kirchplatzes. Massiv, vier Achsen, zweigeschossig, Fenstergewände mit einer Hohlkehle, Satteldach, nach Stadtbrand errichtet, heutige Bausubstanz vermutlich beginnendes 19. Jahrhundert, Denkmalwert: Städtebaulicher Wert als wichtiges Bauwerk des Kirchplatzes, stadtgeschichtlicher Wert als Pfarramt. | 09246169 |
| Weitere Bilder                          | Kirche der Altlutheraner | Kleine Bergstraße 1 (Karte)                                                    | 1902                                                           | Neogotische Saalkirche in gutem Originalzustand, baugeschichtlich und ortsgeschichtlich von Bedeutung. Neugotische einschiffige Kirche, polygonale Apsis eingezogen, dem Schiff vorgelagert Strebepfeiler, Zahnschnittfries am Kranzgesims, Satteldach, kleiner polygonaler Dachreiter mit Laterne und Pyramidenhelm, Sockel Klinker, Apsis mit 5/8-Schluss, im Norden kleiner Sakristeianbau, im Westen Eingangsvorbau mit Satteldach. | 09246209 |
| Direkt Bild zu diesem Denkmal hochladen | Häuslerhaus | Kleine Bergstraße 5 (Karte)                                                    | um 1800                                                        | Landschaftstypisches Fachwerkwohnhaus von städtebaulichem Wert. Fachwerk-Obergeschoss verschiefert, Fensterproportionen und -größe erhalten, ein Giebel und Erdgeschoss massiv, originale Fenstergewände, Türportal zugesetzt, aber erhalten, Fenstergewände mit einer Falz teilweise erhalten, Satteldach, drei Dachhäuschen, Teil eines Bauensembles mit Fachwerkwohnhäusern, von diesen das am besten erhaltene, Denkmalwert: Heimatgeschichtlicher und städtebaulicher Wert. | 09246147 |
| Direkt Bild zu diesem Denkmal hochladen | Wohnhaus in halboffener Bebauung | Kleine Bergstraße 14 (Karte)                                                   | um 1800                                                        | Landschafts- und zeittypisches Fachwerkwohnhaus in gutem Originalzustand, baugeschichtlich von Bedeutung. Zweigeschossiger Fachwerkbau, aufgedoppelt, das Fachwerk vermutlich im Erdgeschoss und Obergeschoss komplett erhalten, Obergeschoss leicht vorkragend, Satteldach, regelmäßiges Fachwerk, Fenster und Haustür erneuert nicht nach historischem Vorbild, Giebeldreieck verschiefert. | 09246426 |
| Direkt Bild zu diesem Denkmal hochladen | Denkmal | Lange Leite (Karte)                                                            | 1944                                                           | Gedenkstein für den in Stalingrad gefallenen Prinz von Schönburg-Hartenstein, regionalhistorisch bedeutsam. Aus Hartensteiner Diabas, als Kreuz mit einfacher Schrifttafel („Dem? Helden von Stalingrad“) für den in Stalingrad gefallenen Johannes Prinz von Schönburg-Hartenstein, mitten im Forst stehend, 1944 aufgerichtet, Schrifttafel 1993 erneuert, Standort nicht eindeutig bestimmbar – in der Denkmalkarte wurde nur der vermutete Standort gekennzeichnet. | 08955856 |
| Direkt Bild zu diesem Denkmal hochladen | Ehemaliger Bauernhof, vierseitige Anlage um einen Innenhof, mit Oberlauben | Lichtensteiner Straße 2 (Karte)                                                | um 1800                                                        | Selten anzutreffende Hofform mit schönem Fachwerk, städtebaulich bedeutsam durch dominante Lage im Straßenraum. - Vier-Kanter: Vierflüglig unter einem einheitlichen Dach, Mansardwalmdach, Gauben vermutlich nachträglich erweitert, Fensterlaibungen mit Korbbögen im Erdgeschoss, ebenso Türgewände, - Eigentümer: Bau GmbH Hartenstein, Komplex besteht aus vier Flügeln mit einheitlichem Dach mit Innenhof, dort zwei ursprüngliche Laubengänge, Obergeschoss verbrettert, Fachwerk-Obergeschoss schön, regelmäßig, strebenreich, vermutlich vor 1800, teilweise verkleidet, Erdgeschoss massiv, - Denkmalwert: Wichtiges, seltenes Bauwerk, ungewöhnlicher Vierkanter, qualitätvolles Fachwerk, an Straßenkrümmung gelegen, dadurch vielfältige Blickbeziehungen, ortsbildprägend, dominante Lage im Straßenraum, künstlerische Qualität durch gute Proportionen und Fachwerkkonstruktion, Singularität Vierkanter und Oberlauben. | 09246195 |
| Direkt Bild zu diesem Denkmal hochladen | Wohnhaus | Lichtensteiner Straße 11 (Karte)                                               | Anfang 19. Jahrhundert                                         | Zeittypischer, leicht veränderter Fachwerkbau, beispielhaft für die ursprüngliche Angerbebauung, sozialgeschichtlich von Bedeutung. Teil einer gut erhaltenen Dorfangerbebauung, aus diesem Grund städtebaulich bedeutsam, Beispiel für ursprüngliche Bebauung, Fachwerk-Obergeschoss, regelmäßiges einfaches Fachwerk mit Streben an Ecken, Giebel verschiefert, traufseitiger Anbau ohne Denkmalwert, Erdgeschoss massiv, zu große Fenster, Satteldach, Fachwerk erhalten, Denkmalwert: Städtebaulicher und heimatgeschichtlicher Wert als Teil Angerbebauung. | 09246184 |
| Weitere Bilder                          | Denkmal Paul Fleming | Marktplatz (Karte)                                                             | 1896                                                           | Bronzestatue auf steinernem Sockel von stadtgeschichtlicher Bedeutung, Denkmal für den in Hartenstein geborenen Arzt und Dichter Paul Fleming (1609–1640). Bronzestatue auf kräftigem Sockel, Standort des im 19. Jahrhundert abgebrannten alten Rathauses. | 09246167 |
| Weitere Bilder                          | Gasthof in Ecklage | Marktplatz 1 (Karte)                                                           | bezeichnet 1625                                                | Repräsentativer Gasthof mit schönem Zierfachwerk der Giebelfassade und reichem Originalbestand im Inneren, baugeschichtlich, ortsgeschichtlich und ortsbildprägend von Bedeutung. Bezeichnet am Türsturz „Adolf Fuchs erbaut am 13. Mai Anno 1625 1899“, Bezeichnung „Adolf Fuchs“ und „1899“ nachträglich, nach Stadtbrand 1625 neu errichtet, Fachwerk mit Schiffchenkehlen, Rähm und Schwelle doppelt, Schwelle mit Schiffchenkehlung, in Gefachen je zwei gerade Andreaskreuze in Brüstungsfeldern im ersten Obergeschoss, aufgeblattete Kopfbänder, zwischen Fenstern V-förmige Zierstreben, Giebeldreieck leicht vorkragend, ebenfalls Schwelle dort mit Schiffchenkehlung, Brüstungsgefache mit geraden, paarweise angeordneten Andreaskreuzen, hohes Krüppelwalmdach, Darstellung weißes Ross auf Ausleger, im Erdgeschoss Renaissancefenstergewände Sandstein, Fenstergewände 19. Jahrhundert Porphyrtuff, rundbogiges Renaissancetürportal, Haustür aus Zeit von 1899, giebelständig, im Inneren alte Kelleranlage, originale Holzeinschubdecke. | 09246160 |
| Weitere Bilder                          | Wohnhaus in halboffener Bebauung | Marktplatz 6 (Karte)                                                           | nach 1624                                                      | Städtebaulich bedeutsamer Fachwerkbau aus dem beginnenden 17. Jahrhundert mit veränderter Marktplatzfassade, im Inneren wertvolle Holzdecke aus der Erbauungszeit. Traufständig am Markt, mit wertvoller Holzdecke im Inneren, Fensterlaibungen mit Korbbögen im Erdgeschoss, Fachwerk-Obergeschoss, Fachwerk am Markt verändert unter anderem durch zu große Fenster, Giebelseite wahrscheinlich mit Andreaskreuzen, Satteldach, Denkmalwert: Städtebaulicher Wert, heimatgeschichtlicher Wert bedingt durch historischen Baubestand, Nachträglicher Ladeneinbau, Türportal nachträglich bezeichnet „1625 HS“, Portal um 1990 neu erbaut mit waagerechtem Gebälk und flachem Dreieckgiebel mit Zahnschnitt, stilistisch angelehnt an Portale aus 19. Jahrhundert, Fachwerk an Traufseite nach 1945 verkleidet, 1995 Herbst Freilegung des historischen Fachwerks im Obergeschoss: Zahnschnittfries an Schwelle, Füllhölzern und Rähm, dieses Fachwerk leicht verändert durch Einbau zu großer Fenster. | 09246159 |
| Weitere Bilder                          | Wohnhaus in offener Bebauung | Marktplatz 7 (Karte)                                                           | nach 1624                                                      | Repräsentativer Putzbau mit teilweise erhaltenem Fachwerk im Obergeschoss aus dem frühen 17. Jahrhundert von hohem städtebaulichem Wert, im Inneren Reste wertvoller spätgotischer Holzdecken. Giebelständig an Markt, Erdgeschoss massiv, ursprünglich Fachwerkobergeschoss, teilweise massiv ersetzt, Giebeldreieck Fachwerk verkleidet, hohes Walmdach mit annähernd halbem Schopf, Reste spätgotischer Holzeinschubdecken im Inneren, giebelseitig verlängert an Hausrückseite, dort noch Fachwerk im Obergeschoss erhalten, T-förmiger zweigeschossiger Anbau mit Satteldach, dort auch Fachwerk erhalten, verputzt, Hoftraufseite mit leicht vorkragendem Fachwerk-Obergeschoss, starke, massive Wände im Erdgeschoss aus 17. Jahrhundert, Denkmalwert: Hoher städtebaulicher Wert, wissenschaftlicher Wert als historisches Gebäude nach 1624. | 09246158 |
| Weitere Bilder                          | Geschäftshaus | Marktplatz 8 (Karte)                                                           | nach 1930                                                      | Repräsentativer Fachwerkbau im Heimatstil, in anspruchsvoller, an die historische Marktplatzbebauung angepasster Gestaltung. Fachwerkbau mit Ladenzone im Erdgeschoss, Schaufenster große Rundbogenfenster an zwei Seiten Gebäude, giebelständig zum Markt, Zierfachwerk mit Andreaskreuzen und K-Streben, dekorative Holznägel, Marktseite mit acht Achsen im Obergeschoss, Giebeldreieck sechs Fensterachsen, gut proportioniertes Krüppelwalmdach, gedrungenes Gebäude auf annähernd quadratischem Grundriss, Denkmalwert: Städtebaulicher Wert, künstlerische Qualität, angepasster qualitätvoller Bau der 30er Jahre, angepasst an die historische Marktbebauung, Hausrückseite ohne Fachwerk, dort Fenster zu Gruppen zusammengefasst mit Holzeinfassung, dort mit Satteldach abschließend. | 09246157 |
| Weitere Bilder                          | Ehemalige Schule, heute Rathaus | Marktplatz 9 (Karte)                                                           | 1847                                                           | Zeittypischer schlichter Putzbau von städtebaulicher und stadtgeschichtlicher Bedeutung. Dreigeschossiger Putzbau, sieben Achsen, Edelputz 1920er Jahre, Türportal verändert, Fenstergewände Porphyrtuff, kräftiges Kranzgesims aus Porphyrtuff, Walmdach flach, längsrechteckiger Bau, nach 1913 zum Rathaus umgewandelt, Denkmalwert: Städtebauliche, stadtgeschichtliche Bedeutung, im Inneren originale Türen. | 09246155 |
| Direkt Bild zu diesem Denkmal hochladen | Wohnhaus in offener Bebauung | Marktplatz 10 (Karte)                                                          | um 1905                                                        | Zeittypischer, leicht veränderter Putzbau von städtebaulicher Bedeutung. Traufständig, dreigeschossiger Mittelrisalit, Satteldach, fünf Achsen, davon Mittelrisalit eine Achse, zwei Gauben mit leicht verzierten Schwebegiebeln, Fassade vereinfacht, Fenster und Türen erneuert, Läden nachträglich, Denkmalwert: Städtebaulicher Wert. | 09246166 |
| Direkt Bild zu diesem Denkmal hochladen | Mietshaus in halboffener Bebauung | Marktplatz 11 (Karte)                                                          | um 1905                                                        | Zeittypischer schlichter Mietshausbau der Gründerzeit in gutem Originalzustand von städtebaulicher Bedeutung. Dreigeschossig, Putzbau, Mittelrisalit, Frontgiebel volutenartig als Blendgiebel, zweigeschossiger Erker auf rechteckigem Grundriss mit welscher Haube, einfacher Putzbau mit schlichten Fenstergewänden, qualitätvolle Gestaltung, Türen und Fenster erneuert, Denkmalwert: Wissenschaftliche und städtebauliche Bedeutung. | 09246156 |
| Weitere Bilder                          | Wohnhaus in Ecklage, ehemaliger Ratskeller | Marktplatz 13 (Karte)                                                          | nach 1624                                                      | Zweigeschossiger Bruchsteinbau, vermutlich aus dem beginnenden 17. Jahrhundert, mehrfach überformt von städtebaulichem Wert. Zweigeschossig, traufständig, Krüppelwalmdach, sechs Achsen, Schieferdeckung, Bruchsteinmauerwerk, teilweise durch Ziegel ausgesetzt, vermutlich zweite Hälfte 19. Jahrhundert grundlegend überformt und verändert, aus dieser Zeit Fenstergewände, Türportal ursprünglich an anderem Standort, Giebeldreieck mit Ziegelmauerwerk aufgebaut, Bruchsteinmauerwerk möglicherweise 17. Jahrhundert, Denkmalwert: Städtebaulicher und stadtgeschichtlicher Wert. | 09246165 |
| Direkt Bild zu diesem Denkmal hochladen | Wohnhaus in halboffener Bebauung | Marktplatz 15 (Karte)                                                          | nach 1624                                                      | Fachwerkbau aus dem beginnenden 17. Jahrhundert, mehrfach verändert, das Fachwerk teilweise aufgebrettert, von hohem städtebaulichem Wert. Heute sichtbares Fachwerk mit wenigen Streben, große gerade Andreaskreuze, je eins pro Gefach im Obergeschoss, heute aufgebrettert, traufseitiger eingeschossiger Anbau mit Pultdach, Haus selbst mit Satteldach mit vier schönen Gauben, historische Dachkonstruktion vermutlich erhalten, Kranzgesims mit Schiffchenkehlung, Stichbogenportal um 1800, im Inneren schöne Holzbalkendecke mit diagonal liegenden genuteten Einschubbrettern, Unterzüge stark profiliert durch Schiffchenkehlen, im Erdgeschoss massiv, Denkmalwert: Hoher städtebaulicher und heimatgeschichtlicher Wert. | 09246164 |
| Direkt Bild zu diesem Denkmal hochladen | Mietshaus in Ecklage | Marktplatz 16 (Karte)                                                          | um 1905                                                        | Schlichter zeittypischer gründerzeitlicher Putzbau von städtebaulichem Wert. Einfacher Putzbau mit zwei schönen Fenstern mit Segmentbogenverdachung und Köpfchen und Akanthusblättern im Bogenfeld, volutenartige Kragstein stützen Verdachung, ansonsten schlichter Bau, Putz erneuert, zweigeschossig, Seitenrisalit dreigeschossig, abschließend durch Pyramidenstumpf, Gauben verändert, Denkmalwert: Städtebaulicher Wert. | 09246163 |
| Direkt Bild zu diesem Denkmal hochladen | Mietshaus (mit Apotheke) in geschlossener Bebauung | Marktplatz 17 (Karte)                                                          | um 1910                                                        | Zeittypischer gründerzeitlicher Putzbau von ortsgeschichtlichem und städtebaulichem Wert. Östliche Marktbebauung, Putz erneuert, Fenster mit Sprossenteilung, zweigeschossiger Bau mit Drempelgeschoss, teilweise auch dreigeschossig, zweigeschossiger Erker über zwei Achsen mit profiliertem Fenstergewände und kleinem oval abschließendem Fenster im Dachbereich, abgeschlossen durch Satteldach, Denkmalwert: Städtebaulicher und heimatgeschichtlicher Wert als zeittypischer Mietshausbau in gutem Originalzustand. | 09246162 |
| Direkt Bild zu diesem Denkmal hochladen | Mietshaus mit Läden in Ecklage | Marktplatz 18 (Karte)                                                          | um 1905                                                        | Einfacher, zeittypischer Putzbau der Gründerzeit in weitgehendem Originalzustand, Eckerker zum Teil in Fachwerk, von städtebaulicher Bedeutung. Zweigeschossiger Putzbau, an Ecke dreigeschossig mit Eckerker über zwei Geschosse, Zierfachwerk, Erker in Dachbereich hineinragend, Abschluss durch Welsche Haube, ursprünglich Gastwirtschaft und Fleischerei bis um 1945, Fenster erneuert, Fassade verputzt, neuer Putz, Erker sehr schön gestaltet, Denkmalwert: Städtebaulicher Bedeutung. | 09246161 |
|                                         | Wohnhaus in halboffener Bebauung mit Hintergebäude | Paul-Fleming-Straße 3 (Karte)                                                  | nach 1624                                                      | Nach dem Stadtbrand von 1624 errichtetes, mehrfach verändertes Fachwerkwohnhaus von ortsbildprägender Bedeutung. Engstieliges, regelmäßiges, holzreiches Fachwerk, teilweise geschädigt durch zu große Fenster, Rückführung wünschenswert, profilierte Schwelle, Füllhölzer und Rähm Erdgeschoss bilden einen kräftigen „Schwellenkranz“, Erdgeschoss massiv, vermutlich Bruchsteinmauerwerk, auch dort teilweise zu große Fenster, verändert, Fachwerk aus Mitte 18. Jahrhundert, Mansardwalmdach, drei kleine Dachhäuschen mit Satteldach, Schleppgaube zum Kirchplatz mit zu großen Fenstern, nachträglich aufgesetzt, eine Giebelseite verschiefert, Denkmalwert: Heimatgeschichtlicher Wert als zeittypischer Bau 18. Jahrhundert, städtebauliche Bedeutung als platzprägender Bau des Kirchplatzes, Hintergebäude: Fachwerk-Obergeschoss, Erdgeschoss massiv, einfaches strebenreiches Fachwerk, ein Giebel massiv, Satteldach, mehrfach umgebaut, dabei Fachwerk im Wesentlichen beibehalten, Mitte 18. Jahrhundert. | 09246168 |
| Weitere Bilder                          | Wohnhaus in Ecklage, ehemalige Kirchschule | Paul-Fleming-Straße 4 (Karte)                                                  | vermutlich nach 1624, Umbau bezeichnet 1826                    | Bau- und stadtgeschichtlich, personengeschichtlich und städtebaulich bedeutsamer Fachwerkbau in gutem Originalzustand, Arzt und Dichter Paul Fleming hier 1609 (vermutlich im Vorgängerbau) geboren. Fachwerk-Obergeschoss verschiefert, Erdgeschoss massiv, Fenstergewände mit einer Kehle, Türportal mit flachem Stichbogen und Schlussstein, bezeichnet „CFH 1826“, schöne zweiflüglige Haustür mit Oberlicht mit Sprossen, kräftiger Kämpfer, Sonnenblumenverzierung an Tür, Vorgängerbau war Geburtshaus Paul Flemings (1609 geboren), schöne Verschieferung am Giebel, Giebeldreieck leicht vorkragend, verschiefert, Abschluss Krüppelwalmdach, Denkmalwert: Heimatgeschichtlicher Wert als gut erhaltenes Fachwerkwohnhaus vermutlich des 19. Jahrhunderts und städtebaulicher Wert durch Nähe Kirche. | 09246170 |
| Direkt Bild zu diesem Denkmal hochladen | Wohnhaus in geschlossener Bebauung | Rudolf-Breitscheid-Straße 2 (Karte)                                            | nach 1624                                                      | Verputztes Fachwerkhaus, vermutlich aus dem 17. Jahrhundert stammend, von städtebaulichem Wert. Erhaltenes Fachwerk-Obergeschoss, verputzt, Erdgeschoss massiv, entstellend verändert, Satteldach, hoch und steil, an „Weißes Roß“ anschließend, möglicherweise zu „Weißem Roß“ ursprünglich gehörend, Denkmalwert: Heimatgeschichtlicher Wert als vermutlich aus 17. Jahrhundert stammendes Gebäude, tatsächliches Alter kann nur durch Begehung und bei Freilegung Fachwerk oder durch Dendrochronologie ermittelt werden, bei Baumaßnahmen Bauuntersuchung notwendig, um tatsächlichen Befund zu klären. | 09246187 |
| Direkt Bild zu diesem Denkmal hochladen | Wohnhaus in geschlossener Bebauung | Rudolf-Breitscheid-Straße 4 (Karte)                                            | 2. Hälfte 19. Jahrhundert                                      | Mit Laden, qualitätvoller Putzbau des 19. Jahrhunderts, vermutlich im Kern älter. Großes Rundbogenportal mit Zahnschnitt, Granit und Sandstein, möglicherweise nachempfunden, Ladenfenster rundbogig, Obergeschoss waagerechte Fensterverdachung, Erdgeschoss kräftiges Mauerwerk, Edelputz 1920er Jahre, vermutlich im 19. Jahrhundert stark überformt, Satteldach mit fünf stehenden Gauben mit Satteldach. | 09246188 |
| Direkt Bild zu diesem Denkmal hochladen | Wohnhaus in halboffener Bebauung, ehemalige Garküche | Rudolf-Breitscheid-Straße 9 (Karte)                                            | bezeichnet 1841                                                | Zeittypischer Fachwerkbau des beginnenden 19. Jahrhunderts, das Fachwerk verputzt oder verkleidet, in gutem Originalzustand, ortsgeschichtlich von Bedeutung. Fachwerk-Obergeschoss verkleidet giebelseitig, Straßentraufseite verputzt, komplett in ursprünglicher Gestalt erhalten, Erdgeschoss massiv, Türportal bezeichnet „1841“, Fenstergewände aus gleichen Zeit, Garküche, Satteldach, Denkmalwert: Städtebaulicher und stadtgeschichtlicher Wert. | 09246172 |
| Direkt Bild zu diesem Denkmal hochladen | Wohnhaus in offener Bebauung | Rudolf-Breitscheid-Straße 14 (Karte)                                           | um 1800                                                        | Zeittypischer, verputzter Fachwerkbau von städtebaulichem und heimatgeschichtlichem Wert. Fachwerk-Obergeschoss verputzt, Erdgeschoss massiv, Mitteleingang, Fenstergewände mit einer Hohlkehle, Portal fehlt, Fachwerkkonstruktion vermutlich erhalten, Fenster und Türen erneuert, schönes hohes Krüppelwalmdach mit fünf Dachhäuschen mit Satteldach, altdeutsche Deckung, Denkmalwert: Städtebaulicher und heimatgeschichtlichem Wert als gut erhaltener Fachwerkbau. | 09246189 |
| Direkt Bild zu diesem Denkmal hochladen | Wohnhaus in halboffener Bebauung | Rudolf-Breitscheid-Straße 16 (Karte)                                           | vor 1800                                                       | Zeittypischer, qualitätvoller Fachwerkbau von städtebaulichem Wert als Bestandteil eine Straßenzuges mit gleichartiger Bebauung. Fachwerk-Obergeschoss, regelmäßig, strebenreich, kräftiger Schwellenkranz, Erdgeschoss massiv, schlichte Fenstergewände (vermutlich Ende 19. Jahrhundert), Erdgeschoss Glattputz, Giebeldreieck verschiefert, dort Veränderungen durch zu große Fenster und Entfernung der Gefache, Satteldach mit drei Gauben mit Satteldächern, Denkmalwert: Heimatgeschichtlicher Wert als gut erhaltenes Fachwerkwohnhaus, städtebaulicher Wert als Bestandteil ähnlich gestalteten Straßenzuges. | 09246190 |
| Direkt Bild zu diesem Denkmal hochladen | Wohnhaus in halboffener Bebauung | Rudolf-Breitscheid-Straße 18 (Karte)                                           | um 1800                                                        | Zeittypischer Fachwerkbau von städtebaulichem Wert als Bestandteil eines Straßenzuges mit gleichartiger Bebauung. Regelmäßiges, strebenreiches und holzreiches Fachwerk-Obergeschoss, Giebel verschiefert, Satteldach, Erdgeschoss massiv, Fenstergewände teilw. mit einer Hohlkehle, Denkmalwert: Heimatgeschichtlicher Wert aufgrund gutem Originalzustand, städtebaulicher Wert siehe oben. | 09246191 |
| Direkt Bild zu diesem Denkmal hochladen | Wohnhaus in halboffener Bebauung | Rudolf-Breitscheid-Straße 28 (Karte)                                           | um 1800                                                        | Verputzter Fachwerkbau mit verändertem Erdgeschoss, von städtebaulicher Bedeutung als Bestandteil eines gleichartigen Straßenzuges. Mit Laden (Eisen-Härtel), im Erdgeschoss Schaufenster der Eisenwarenhandlung nachträglich eingebrochen, Fachwerk-Obergeschoss komplett erhalten, verputzt, schönes ovales Fenster mit stilisiertem Blumenmotiv am Giebeldreieck, gut proportioniertes Krüppelwalmdach, drei Dachhäuschen mit Satteldächern, Erdgeschoss teilweise mit Fensterläden, winkelförmig angesetzter Anbau mit drei Dachhäuschen mit Satteldach, vermutlich um 1900 angebaut, altdeutsche Schieferdeckung, Denkmalwert: Städtebaulicher Wert als Bestandteil einer gleichartigen Bebauung, bildet mit Nachbarhäusern Nummer 22 und 24 ein schönes Bauensemble, heimatgeschichtlicher Wert als originaler Fachwerkbau. | 09246192 |
| Direkt Bild zu diesem Denkmal hochladen | Wohnhaus in geschlossener Bebauung | Rudolf-Breitscheid-Straße 30 (Karte)                                           | um 1800                                                        | Komplett erhaltenes Fachwerkhaus mit schöner Verschieferung des Obergeschosses von städtebaulichem Wert als Teil eines gleichartigen Bauensembles. Erdgeschoss massiv, Fenstergewände mit einser Hohlkehle, Türportal einfach, vermutlich nachträglich, Erdgeschoss massiv, Fachwerk vollständig erhalten, altdeutsche Schieferdeckung des Satteldaches, sehr hoher zweiachsiger Dacherker mit schönem ovalem Fenster, wahrscheinlich um 1900 aufgesetzt, Denkmalwert: Heimatgeschichtlicher Wert als originales Fachwerkhaus, städtebaulicher Wert als Teil dieses gleichgestalteten Bauensembles. | 09246193 |
| Direkt Bild zu diesem Denkmal hochladen | Wohnhaus in halboffener Bebauung | Rudolf-Breitscheid-Straße 32 (Karte)                                           | nach 1800                                                      | Leicht veränderter Fachwerkbau mit schöner Verschieferung, von städtebaulichem Wert als Bestandteil eines gleichartigen Bauensembles. Fachwerk-Obergeschoss, schöne originale Verschieferung, Erdgeschoss massiv, einfache, vermutlich veränderte Fenstergewände, Reste ursprünglicher Fenstergewände erhalten, auch im Obergeschoss Beeinträchtigungen der Originalsubstanz, quadratische Fenster, Krüppelwalmdach mit altdeutscher Schieferdeckung, zwei Dachhäuschen mit Satteldach, Denkmalwert: Städtebaulicher Wert als Teil eines gleichartigen Bauensembles. | 09246194 |
|                                         | Wohnhaus in offener Bebauung | Schulberg 2 (Karte)                                                            | Anfang 17. Jahrhundert                                         | Nachträglich erweitertes, frühbarockes Gebäude mit schönem Fachwerkgiebel, baugeschichtlich von Bedeutung. Erdgeschoss massiv, Bruchstein, nachträglicher Ladeneinbau, Obergeschoss teilweise Fachwerk (verputzt oder verkleidet), teilweise massiv ersetzt, frühbarockes hölzernes, profiliertes Kranzgesims, Balkenköpfe verziert und hervortretend, Satteldach, Dach erste Hälfte 17. Jahrhundert, nachträglich verlängert, dünne Sparren, vermutlich ursprüngliche Weichdeckung des Hauses anzunehmen, Giebeldreieck im alten Hausteil mit Andreaskreuzen und V-Streben, geschweifte Andreaskreuze, außen durch Verkleidung verdeckt, Denkmalwert: Heimatgeschichtlicher Wert durch hohe Alter und Seltenheit der Fachwerkkonstruktion im Ort (traufseitiger eingeschossiger Anbau ohne Denkmalwert). | 09246199 |
| Direkt Bild zu diesem Denkmal hochladen | Hotel, mit Terrasse und Freitreppen | Talstraße 1 (Karte)                                                            | um 1930                                                        | Architektonisch qualitätvoller Heimatstilbau in ausgezeichnetem Originalzustand mit reicher Innenausstattung, ortsgeschichtlich von Bedeutung. - Beschreibung: Mehrflüglig, zweigeschossig, steile Satteldächer, Erdgeschoss Bruchsteinmauerwerk, sichtbar, Obergeschosse und Giebeldreiecke Fachwerk, massiv ausgefacht, im Erdgeschoss Rundbogenfenster, Schieferdeckung in altdeutscher Deckung, Fenster im Erdgeschoss zweiflüglig mit Oberlicht, kleinteilig durch Sprossenteilung, großer Dachüberstand, Terrasse und Freitreppe aus Naturstein dem Gebäude vorgelagert, die umgebende Landschaft damit einbeziehend, - Im Inneren gute originale Ausstattung, unter anderem große Treppenhalle mit Holzvertäfelung und Holzbalkendecke, anschließend großer Saal, in Treppenhalle Kamin, - Außen große Holzbalkone an alle Hausseiten, die Brüstungen mit verzierten, gesägten Brettern. - Trafohäuschen in gleichem Stil, am Rande der Zufahrtsstraße stehend (siehe Obj. 09247809), - Geschichte: Grundsteinlegung am 1. Mai 1934 durch den sächsischen Gauleiter Mutschmann für das „Bergarbeiter-Erholungsheim“. Am 1. Mai 1935 erfolgte die Einweihung und Eröffnung des Hauses. Nach 1945 wurde das Haus ein Ferienheim des FDGB-Feriendienstes der DDR mit der Bezeichnung: „Erholungsheim des FDGB Aktionseinheit“. 1989/90 in Verwaltung der Treuhand, seit 1993 in Privatbesitz – Einrichtung des Hotels „Waldidyll“. | 09246548 |
| Direkt Bild zu diesem Denkmal hochladen | Transformatorenhäuschen | Talstraße 1 (bei) (Karte)                                                      | um 1930                                                        | Baugeschichtlich und technikgeschichtlich von Bedeutung. Gleicher Stil wie Hotel „Waldidyll“, Talstraße 1, siehe oben. | 09247809 |
| Weitere Bilder                          | Alter Bergwerksstollen | Talstraße 3 (Karte)                                                            | vor 1455                                                       | Regionalhistorisch bedeutsam durch den Prinzenraub des sächsischen Prinzen Ernst im Jahr 1455. Zirka 15 Meter tiefer, historischer Bergbaustollen, hier wurde 1455 im Zusammenhang mit dem Prinzenraub des Junkers Kunz von Kauffungen der aus dem Altenburger Schloss stammende Prinz Ernst durch die Ritter Mosen und Schönfeld versteckt. | 09246549 |
| Weitere Bilder                          | Zechenhaus, Schachthaus mit Fördergerüst, Fußgängerbrücke B zwischen Zechenhaus und Schachthaus, Maschinenhaus sowie alle erhaltene technische Ausstattung in den genannten Gebäuden                           | Talstraße 7 (Karte)                                                            | 1956–1959                                                      | Zeugnisse der Bergbaugeschichte von überregionaler Bedeutung. Zechenhaus: Der dreigeschossige Längsbau (Mauerwerksbau, verputzt) entstand in der ersten Bauphase der genannten Bergbauanlage. Später wurde ein U-förmiger Anbau, der heutige Kopfbau mit repräsentativem Eingangsbereich und drei zweiflügeligen Türen, angefügt. Ursprünglich nutzte man das erste und zweite Obergeschoss des Längsbaues als Kaue, im Erdgeschoss sowie im U-förmigen Anbau befanden sich Verwaltungsräume. Im Anbau war der Sitz des Grubenleiters und des Dispatchers. Im westlichen Anbau des Längsbaus befand sich die Wäscherei. Das Gebäude ist teilunterkellert, die Kellerräume wurden als Räume für die technische Gebäudeausrüstung und als Lager für die Wäscherei genutzt. 1995 erfolgten die Komplettsanierung des Gebäudes und der Umbau zum Bürokomplex mit Laboreinrichtungen. 1993 wurde im Erdgeschoss das Personaldatenarchiv der Wismut GmbH untergebracht, seit 1996 werden die übrigen Räume vom Leitungs- und Verwaltungspersonal des Sanierungsbetriebes Aue, der späteren Niederlassung Aue der Wismut GmbH genutzt. Bei den Umbauten wurden Trennwände sowie zum Teil Decken eingezogen und ein Fahrstuhl eingebaut, das Treppenhaus wurde in seiner ursprünglichen Form beibehalten. Von den Kauen des Zechenhauses führten ehemals zwei Seilfahrtsbrücken für die Beschäftigten zum wettergeschützten Übergang Richtung Schachthaus. Heute ist noch eine dieser Brücken erhalten, welche auf Grund der Korrosion der Stahlbetondecken, mit einem Betonsanierungssystem 2004 instand gesetzt wurde. Der Kopfbau wurde teilweise mit einem Wärmedämmverbundsystem nach den damaligen gültigen Vorschriften versehen und die Fenster durch neue Kunststoffisolierglasfenster ersetzt. Schachthaus und Fördergerüst: Bei dem Schachthaus handelt es sich um einen viergeschossigen Stahlbetonskelettbau mit einer Fassade aus ausgefachtem Klinkermauerwerk und Fensterbändern aus Holzeinfachfenstern mit Sprossenteilung. 1958 erfolgte auf Höhe des dritten Obergeschosses der Schachthausanbau. Dort befinden sich die Bunkeranlagen für die Skipbeladung. Mittels dieser Transportmittel wurde vorsortiertes Taubgestein über den Schrägaufzug (Terrakonik) auf die Halde 371 gebracht. Der Bau hat monolithische Stahlbetondecken mit teilweise eingefügten Stahlbühnen. Die Holzfensterrahmen weisen starke Verwitterungsschäden auf, daher musste aus Sicherheitsgründen ein Teil der Fenster zwischen 2005 und 2007 ausgetauscht werden. Weiterhin erfolgte eine Betonsanierung der Stützen und Riegel, der tragenden sichtbaren Fassadenbauteile wegen Betonkorrosion in den Jahren 2005 und 2006. Das Gebäude besitzt zwei Treppenhäuser. Zu Produktionszeiten der Anlage diente das nördliche Treppenhaus den zur Schicht gehenden Kumpels und das südliche den von der Arbeit kommenden Bergleuten. Nur so konnte der starke Personenstrom im Einbahnwegsystem sicher beherrscht werden. Das Erdgeschoss diente vornehmlich der Munitionsverladung, außerdem beherbergte es eine kleinere Werkstatt. Im ersten Obergeschoss befindet sich die noch erhaltene Lampenstation mit reduzierter Kapazität, zudem befinden sich in diesem Raum die nach 1990 angebrachten Stationen der Personendosimeter. Auch die umliegenden Räume werden in ihrer ursprünglichen Funktion, ebenfalls verkleinert, genutzt. So befindet sich dort eine Station zur Regeneration der Akkumulatoren für die Grubenlampen sowie eine Bohrkronenschleiferei in verkleinerter Form. Die ehemaligen Steigerräume werden derzeit noch genutzt, zusätzlich wurde eine Wäscherei zur besonderen Verwendung angeordnet. Im ersten Obergeschoss befindet sich die Stiefelwaschanlage (üblich war diese Art von Anlage erst ab 1964) direkt vor dem Zugang zur Fußgängerbrücke (Sauberlaufgang). Die ehemalige Waschanlage hatte größere Ausmaße und ist auf den reduzierten Bedarf heute angepasst worden. An dieser Stelle wurden Büroräume eingerichtet. Im zweiten Obergeschoss befindet sich der Ein- und Ausgang zu den Seilfahrtsbühnen. Hier befanden sich außerdem die Ausgabe der dosimetrischen Geräte sowie ein Prüfhunt zur Eichung geophysikalischer Messgeräte. Ehemals wurden die Räumlichkeiten dieser Etage zudem als Lager sowie als Kaffee- und Tee-Küche genutzt. Durch den Raum, in welchem die Seilfahrtsbühnen untergebracht sind, gelangt man in das dritte Obergeschoss. Dort befindet sich der Wagenumlauf. Der ehemalige Ausgang, welcher über eine Brückenanlage zur radiometrischen Aufbereitung führte, ist nach Abbruch dieser Gebäude und Brücken mit Klinkermauerwerk zugemauert worden. Der Raum wird derzeit nicht genutzt, ist aber noch in seinem ursprünglichen Zustand erhalten und mit Hunten und Maschinistenhaus ausgestattet. Das zirka 50 Meter hohe Stahlfördergerüst ist in das Schachthaus integriert und „wächst“ aus diesem heraus. Zur Förderung diente eine zweitürmige Vier-Etagen-Förderkorbanlage, welche im Bereich der Personenbeförderung drei untereinander liegende Förderkörbe für je 20 Personen (jeweils nach oben und nach unten) antrieb und in der Lastenförderung in vier Etagen Haltepunkte aufwies, in welchen jeweils zwei Hunte auf- oder eingeladen werden konnten. Sie erreichte eine Leistung von 12 m/s bei Seilfahrt und 14 m/s bei Güterfahrt. Die Förderkorbanlage wird derzeit nicht genutzt, im zweiten Obergeschoss findet sich eine handschriftliche Notiz, welche an die letzte Seilfahrt am 2. Dezember 1996 erinnert. Neben der Förderkorbanlage besitzt die Anlage eine Gefäßförderanlage. Die so genannten Skips zur Masseförderung liefen extra in speziellen Trümern. Diese Förderanlage erreichte eine maximale Geschwindigkeit von 14 m/s und konnte zwei Skipgefäße mit bis zu 4,3 m³ heben. Derzeit ist nur die Gefäßförderanlage betriebsfähig, und wird zur Schachtverwahrung genutzt. Die Treibscheibe der Förderkorbanlage wurde Anfang dieses Jahres entfernt. Der Seillaufdurchmesser der sich in 40 Meter Höhe befindenden Seilscheiben beträgt 7 Meter. Das Fördergerüst selbst wurde im Werk 536 Cainsdorf gefertigt und 1958 aufgebaut. Das Schachthaus, ehemals wichtigstes Gebäude des Betriebsgeländes, befindet sich in einem stark sanierungsbedürftigen Zustand. Fußgängerbrücke zwischen Zechenhaus und Schachthaus: Die erhaltene Fußgängerbrücke B (auch Sauberlaufgang genannt), diente zum Übergang der von der Schicht kommenden Arbeiter. Die notwendige Betonsanierung der Brücke erfolgte 2004. Fußgängerbrücke für die zur Schicht gehenden Arbeiter, wurde bereits abgebrochen, die Zugänge in Zechen- und Schachthaus vermauert. Maschinenhaus: Das Maschinenhaus befindet sich nördlich des Schachthauses. Es handelt sich um einen eingeschossigen Hallenbau in Stahlbetonskelettbauweise mit flachem Satteldach. Als Fenster wurden Betoneinfachfenster gereiht angeordnet. Das Gebäude wurde in analoger Bauweise wie das bereits abgebrochene Maschinenhaus auf der Terrakonik (Schrägaufzug für Skips) errichtet. Die Dachkonstruktion besteht aus einer Stahlbinderkonstruktion mit Stahlbetonhohldielen. Das Gebäude ist in drei Räume gegliedert. Im südwestlichen Raum wurde die Treibscheibenfördermaschine für Seilfahrt und Erzförderung Anfang 2007 demontiert, an dieser Stelle wird derzeit eine Fördermaschine errichtet, die der Verwahrung des Schachtes dient. Für die Demontage musste auf der Südseite ein Tor eingebaut werden. Die Treibscheibenfördermaschine für die Skipförderung ist noch vorhanden und befindet sich im dahinter liegenden südöstlichen Raum. Ihr Seillaufdurchmesser beträgt 6,50 Meter. In beiden Räumen befinden sich auch heute noch die funktionstüchtigen Kranbahnanlagen mit Brückenkränen mit je zwei Laststufen zur manuellen Horizontal- und Vertikalfahrung (Baujahr 1958) sowie Messeinrichtungen und Störungszeiger mit Funktionsschema und je einen Teufenzeiger. Im hinteren Raum ist außerdem das Maschinistenhaus mit Bedienpult komplett erhalten. Nördlich der beiden Treibscheibenfördermaschinenräume befindet sich ein dritter Raum. Dieser enthält eine Hochspannungsanlage sowie zwei Leonardumformer, zur indirekten Speisung des Treibscheibenmotors, mit Transformator und Fremderreger (Baujahr 1961) auf Schwingungsfundament. In der Mitte des Raumes, ebenfalls auf Schwingungsfundament, befinden sich die Grunderregersätze zum Antrieb der beiden Leonardumformer. Aufgrund der Größe der Treibscheiben weist das Maschinenhaus einen großen Kellerraum mit massiven Fundamenten auf. Der Keller diente ehemals als Überwachungsgang und für die Belüftung und Kühlung der Fördermaschinen, derzeit befinden sich hier Werkstatträume. Unter anderem ist eine Druckluftanlage für den Bremsenantrieb der Fördermaschine mit Drucklufterzeuger, Druckluftbehälter und der komplette Bremsenantrieb selbst erhalten. Das Gebäude hat zwei Anbauten. Der kleinere Anbau befindet sich an der Nordseite des Gebäudes. Hier befanden sich der Ausgang der Fremdlüftung sowie Umkleideräume. Der größere Anbau auf der Südseite besitzt ein Holzdach mit Dachreitern für den unteren Förderseillauf. Die Ausgänge für den oberen Förderseillauf befinden sich darüber an der Südseite des Maschinenhauses. Im südlichen Anbau befindet sich die ehemalige Schwerlastwinden und eine Förderwinde, die zur Vorbereitung der Schachtverwahrung genutzt werden. Außerdem wird der Raum als Schlosserwerkstatt genutzt. Das Gebäude weist derzeit starke Betonkorrosionsschäden im Bereich der Fassadenstützen und -riegel auf. Eine Betonsanierung ist hierfür noch für dieses Jahr geplant. Weitere Informationen und Denkmalkartierung siehe unter Denkmalbegründung. | 09301390 |
| Direkt Bild zu diesem Denkmal hochladen | Wohnhaus in offener Bebauung | Thierfelder Straße 6 (Karte)                                                   | um 1800                                                        | Zeittypischer Fachwerkbau (teilweise verschiefert und verbrettert) von ortsbildprägender und baugeschichtlicher Bedeutung. Erdgeschoss massiv, Fachwerk-Obergeschoss teilweise verbrettert, steiles Satteldach, Giebeldreieck verschiefert, rückwärtige Traufseite ausgebaut, vermutlich Toilettenanbau, im Obergeschoss dieser mit Fachwerk, Fachwerk nur ein Riegel, Streben am Fachwerk, gezapfte Holzverbindungen, Denkmalwert: Heimatgeschichtlicher Wert, guter Originalzustand, wichtig für Ortsbild. | 09246201 |
| Direkt Bild zu diesem Denkmal hochladen | Wohnhaus, mit Garten | Thierfelder Straße 17 (Karte)                                                  | vor 1800                                                       | Qualitätvoller barocker Putzbau von regionalhistorischer Bedeutung, ehemaliges Witwenpalais der Grafen von Schönburg. Längsrechteckiger, zweigeschossiger Bau, Mittelrisalit dreigeschossig mit drei Achsen, Stichbogenportale an beiden Traufseiten, Mansarddach mit halbem Schopf, neben Eingang zwei Ovalfenster mit barocken Gittern, alter Ausfluss an Gitterfenster im Erdgeschoss erhalten, im Inneren Reste barocker Treppenanlage erhalten, Raumaufteilung verändert, teilweise barocke Türen mit Originalbeschlägen vorhanden, Dachstuhl original, Kehlbalkendach mit zusätzlichem aufgehängtem Unterzug, einfach stehender Stuhl, Firstsäulen, aufgeblattete Holzverbindungen und gezapfte Holzverbindungen am Dachstuhl, Dachaufbauten zum Teil verändert, Putz verändert, barocke Kreuzstockfenster nicht original erhalten, neue Fenster nachempfunden, . Denkmalwert: Historische Bedeutung, architektonische Qualität als gut proportionierter Bau, wissenschaftlicher Wert als typischer Barockbau, Gartenanlage, terrassenförmig angelegt, Rondell vor Haus, teilweise vermutlich Reste des historischen Baumbestandes, Wegeführung nicht erhalten. | 09246208 |
| Direkt Bild zu diesem Denkmal hochladen | Häuslerhaus | Waldstraße 1 (Karte)                                                           | um 1700                                                        | Landschaftstypisches Häuslerhaus in relativ gutem Originalzustand, sozialgeschichtlich von Bedeutung. Fachwerk-Obergeschoss verschiefert, zu große Fenster im Obergeschoss, hintere Traufseite verputzt, Fachwerkstreben aufgeblattet, Satteldach, vermutlich nachträglich unterfahren, Denkmalwert: Heimatgeschichtlicher Wert, ortsbildprägender Wert, Ensemblewirkung mit benachbarten Häusern, auch diese leicht verändert. | 09246144 |
| Direkt Bild zu diesem Denkmal hochladen | Häuslerhaus | Waldstraße 3 (Karte)                                                           | um 1800                                                        | Landschaftstypisches Fachwerkhaus, leicht verändert von städtebaulichem Wert. Fachwerk-Obergeschoss, Eckstreben, Satteldach, Giebel teilweise verschiefert, verschiedene Anbauten, traufseitig erweitert, Erdgeschoss massiv unterfahren, Denkmalwert: Ortsbildprägende Bedeutung als Teil eines Fachwerkhausensembles. | 09246145 |
| Direkt Bild zu diesem Denkmal hochladen | Häuslerhaus | Wiesenstraße 2 (Karte)                                                         | um 1800                                                        | Landschafts- und zeittypisches Fachwerkhaus von städtebaulichem Wert. Fachwerk-Obergeschoss, dreiachsig, ursprünglich vierachsig, Erdgeschoss massiv, Tür mit Segmenbogenabschluss, zweiflüglig, Satteldach, trauf- und giebelseitig erweitert durch Garagenanbau und Wohnhausvergrößerung, Denkmalwert: Städtebauliche Bedeutung als Teil eines Fachwerkhausbauensembles. | 09246146 |
| Direkt Bild zu diesem Denkmal hochladen | Wohnhaus in offener Bebauung, ehemalige Fronfeste | Wiesenstraße 32 (Karte)                                                        | Anfang 18. Jahrhundert                                         | Fachwerkhaus, ehemalige Fronfeste mit Gefängnis, von regionalhistorischer Bedeutung. Fachwerkwohnhaus, Fachwerk-Obergeschoss, einfaches Fachwerk, Erdgeschoss massiv, Bruchstein, Vergitterungen an Fenstern erhalten von Gefängniszellen im Erdgeschoss, Satteldach, starke Wände im Erdgeschoss, Fensterlaibungen dort teilweise mit flachem Korbbogen abschließend, Unterzüge mit Abfasung im Erdgeschoss, Holzverbindungen Fachwerk gezapft, einfache Streben am Fachwerk, heutiger Baubestand Anfang 18. Jahrhundert. | 09246200 |
| Direkt Bild zu diesem Denkmal hochladen | Wohnhaus in halboffener Bebauung, mit angebautem Hinterhaus | Zwickauer Straße 15 (Karte)                                                    | nach 1800                                                      | Schlichtes Fachwerkhaus, von städtebaulicher Bedeutung als Teil eines zeitgleichen geschlossenen Straßenzuges. Fachwerk-Obergeschoss verkleidet, in Gestaltung erhalten, Erdgeschoss massiv und verändert, einfaches Haus, Satteldach, Denkmalwert: Städtebaulicher Wert als Teil geschlossenen Straßenzuges. | 09246177 |
| Direkt Bild zu diesem Denkmal hochladen | Wohnhaus in offener Bebauung | Zwickauer Straße 33 (Karte)                                                    | um 1925                                                        | Zeittypischer Putzbau in gutem Originalzustand, im traditionalistischen Stil der 1920er Jahre, baugeschichtlich von Bedeutung. Zweigeschossig, annähernd quadratischer Grundriss, Walmdach, schöne Gaube, drei und zwei Achsen, Fenster mit Holzfensterläden mit Jalousie, dreiflüglige Fenster mit Kippflügel als Oberlicht, Sprossenteilung, kleiner polygonaler Erker, Sockel Natursteinverkleidung, Edelputz, rose, gut erhaltener zeittypischer Bau, einfache Fassade ohne Zierrat, Gurtgesims als Putzband zwischen Sohlbänken erstes Obergeschoss, Denkmalwert: Wissenschaftlicher Wert als zeittypischer Bau der 1920er Jahre in gutem Originalzustand. | 09246179 |
| Direkt Bild zu diesem Denkmal hochladen | Ehemaliges Schützenhaus (ohne Anbauten) | Zwickauer Straße 39 (Karte)                                                    | 2. Hälfte 19. Jahrhundert                                      | Ortsgeschichtlich und städtebaulich bedeutsames Gebäude. Anbauten keine Denkmale, quergelagerter Bau auf längsrechteckigem Grundriss, zweigeschossig, sieben Achsen, Mitteleingang an Traufseite, Satteldach mit Dreiviertel-Schopf, drei stehende Gauben mit Satteldach, Rundbogenfenster im Erdgeschoss, zweiflüglig mit Oberlicht, Obergeschoss Rechteckfenster, dort mittleres Fenster durch waagerechtes Gebälk hervorgehoben, Massivbau, Glattputz, Denkmalwert: Stadtgeschichtlicher Wert als Schützenhaus, ortsbildprägend durch Lage am Ortseingang. | 09246181 |

## Stein
| Bild                                    | Bezeichnung                                                                                         | Lage                          | Datierung                 | Beschreibung | ID       |
| --------------------------------------- | --------------------------------------------------------------------------------------------------- | ----------------------------- | ------------------------- | --- | -------- |
| Direkt Bild zu diesem Denkmal hochladen | Denkmalschutzgebiet Ortslage Stein                                                                  | (Ortslage Stein) (Karte)      |                           | Denkmalschutzgebiet Ortslage Stein | 09247653 |
| Direkt Bild zu diesem Denkmal hochladen | Forsthaus                                                                                           | An der Eichleite 2 (Karte)    | Anfang 19. Jahrhundert    | Zeittypischer Fachwerkbau in gutem Originalzustand, ortsgeschichtlich von Bedeutung | 09246654 |
| Direkt Bild zu diesem Denkmal hochladen | Zwei Seitengebäude und vermutlich ehemaliges Pächterwohnhaus des Vorwerks Stein (Rittergut)         | An der Eichleite 3, 4 (Karte) | Nach 1800                 | Baulich überformte Hofanlage mit gut erhaltenem Remisengebäude von regionalhistorischer Bedeutung | 09246653 |
| Weitere Bilder                          | Burganlage, heute Heimatmuseum und Hotel                                                            | Stein 1 (Karte)               | 12. Jahrhundert           | Vermutlich ursprünglich als Vorburg der noch nicht zum Schloss umgebauten Burg Hartenstein dienend, die ältesten Burgsteile romanischen Ursprungs, von großer regionalhistorischer Bedeutung. Im Mittelalter als Vorburg für Hartenstein errichtet, die ältere Oberburg teilweise noch romanisch, auf hohem Felsplateau, umgeben von doppelten Mauern und ursprünglich auch einem Wassergraben, an Westseite der Palas über Rundbastion und gewölbtem Unterbau mit Schießscharten, Rundtreppe mit hölzerner Spindel, Hauptraum in spätgotischer Zeit unterteilt, hoher Bergfried romanisch, trägt Aufbau des 16. Jahrhunderts, jüngere Niederburg an der Muldenseite, nur Westteil und Teil des Südflügels erhalten, einfache Zwerchhäuser, sonst schmucklos, 15., 16. Jahrhundert. südwestlicher Rundturm mit hohem Spitzhelm im Kern vielleicht noch 14. Jahrhundert, Anlage aus dem Spätmittelalter und der Renaissance, steht an Stelle einer nur in Resten erhaltenen älteren Burg. Als erster Besitzer wird 1233 Heidenreich von Stein genannt, wohl noch im 12. Jahrhundert erbaut, 1406/39 in Besitz der Herren von Schönburg übergegangen, gehörte später der Schönburger Vasallenfamilie Trützschler, 1701 zum Mittelpunkt einer besonderen schönburgischen Herrschaft Stein gemacht, bis 1406 im Besitz des Burggrafen von Meißen, 1406 an Friedrich von Schönburg verkauft, auf Nebenfelsen mittelalterlicher Rest einer Wehrmauer, zeitweise im Besitz von Kunz von Kaufungen. Seit 1954 befindet sich in der Burg ein Burg- und Heimatmuseum, im neueren Teil der Niederburg befand sich ein Erholungsheim, seit 1996 im Besitz von Alfred Prinz von Schönburg-Hartenstein (die Schönburger besaßen die Burg mehr als ein halbes Jahrtausend, heute teilweise öffentliche Nutzung mit Museum). | 09246212 |
| Weitere Bilder                          | Bahnhof mit Empfangsgebäude, Bahnsteigüberdachungen und Nebengebäude                                | Stein 2 (Karte)               | 1940                      | Komplette, architektonisch qualitätvoll gestaltete Bahnhofsanlage in gutem Originalzustand, im traditionalistischen Stil der 1930er Jahre, ortsgeschichtlich und baugeschichtlich von Bedeutung. - Empfangsgebäude: T-förmiger Grundriss, großer Mittelflügel mit Satteldach, zweigeschossig, polygonaler Dachreiter mit Welscher Haube, Haus Satteldach, Werksteinsockel Schiefer, Pergola, überdachter Gang zu Bahnsteigen, Bahnsteigseite des Empfangsgebäudes sehr schlicht, - Am Seitengebäude Garagentür, Walmdach, Werksteinverkleidung am Sockel, Pfeiler, - Fußgängerbrücke über den Gleiskörper einfach mit neuem Geländer: Abgebrochen vor 2010. | 09246210 |
| Direkt Bild zu diesem Denkmal hochladen | Mühle, dreiflüglige Anlage und Brücke zum Grundstück                                                | Stein 3 (Karte)               | um 1800                   | Ursprünglich zur Burg gehörende Mühle von regionalhistorischer Bedeutung, mit barocker Steinbogenbrücke. Ursprünglich Junkermühle, heute Steiner Mühle, dreiflüglige Anlage, in verschiedenen Etappen errichtet, - Ein Gebäude: Fachwerk-Obergeschoss verkleidet, Satteldach, Erdgeschoss massiv, zwei Eingangstüren mit Portalen um 1800, - Zwei andere Gebäude: Um 1900, Wangen-Brücke nicht mehr erhalten, Mühle gehörte ursprünglich zur Burg, aus Dreiseithof hervorgegangen, technische Ausstattung nicht erhalten. | 09246211 |
| Weitere Bilder                          | Fabrikantenvilla, Villengarten mit Wolfsbrunnen und Brunnenplastiken, Musikpavillon und Wasserkunst | Stein 8 (Karte)               | 1911–1912                 | Repräsentativer Wohnbau im Reformstil der Zeit um 1910 (neobarocke Stilanklänge und Jugendstildetails), Architekt: Emanuel von Seidl, München, Villa und Park ausgestaltet durch die Künstler Julius Diez, Fritz Erler, Josef Wackerle, Fritz Behn, Georg Wrba und andere, Bauherr: Dr. Karl Georg Wolf, Aufsichtsratsvorsitzender des Oelsnitzer Steinkohlenwerkes „Deutschland“, von baukünstlerischer und gartenkünstlerischer Bedeutung. - Villa: Prachtvolle, reich gegliederte, künstlerisch wertvolle Villa mit originaler Innenausstattung, am linken Muldenufer gegenüber Schloss Stein errichtet, nach Entwürfen des Münchner Architekten Emanuel von Seidl im Auftrag des Montanunternehmers Karl Georg Wolf errichtet, den Namen erhielt die Anlage nach dem alten Flurnamen „Der Wolfsbrunnen“, der sich im Parkgelände befand. Am Bau beteiligt bedeutende Münchner Künstler und Kunsthandwerker, Deckengemälde im Musiksaal von Julius Diez mit Darstellung des sich verklärenden Nachthimmels mit Tierkreiszeichen, ausdrucksstarke Holzschnitzereien an Türen, Schränken und Holzverkleidungen von Joseph Wackerle, im Kellergeschoss wertvolles Marmorbad. - Wolfsbrunnen: Werk des Bildhauers Prof. Fritz Behn, - Brunnenplastiken: Riesenschildkröten, darauf reitende, singende und musizierende Putten, Fruchtkörbe, von Bildhauer Julius Seidler, - Wasserspiele: Im Villengarten in Nähe Musikpavillon großes Rondell mit Wasserspielen, - Villengarten: Im englischen Stil, - Künstler-Baugeschichte: Weiter an Ausgestaltung von Wolsbrunn beteiligt: Herterich, Erler, Wrba, Putz, Rieth, Obermayer, Naager, Jank, Taschner, Janßen, 1941 an den Reichsverband für Deutsche Jugendherbergen verkauft, 1945 in Volkseigentum übergegangen.                                         | 09246214 |
| Direkt Bild zu diesem Denkmal hochladen | Wohnhaus in halboffener Bebauung, mit angebautem Seitengebäude                                      | Stein 10 (Karte)              | 2. Hälfte 18. Jahrhundert | Landschaftstypische Fachwerkgebäude in sehr gutem Originalzustand mit großer Bedeutung für das Ortsbild. - Seitengebäude: Fachwerk-Obergeschoss, Satteldach, vermutlich ursprünglich mit Oberlaube, Gang zu Abortanlage, Erdgeschoss massiv unterfahren, dort zweiflüglige Haustür mit Oberlicht, vermutlich Ende 19. Jahrhundert unterfahren, - Wohnhaus: Fachwerk-Obergeschoss, Erdgeschoss massiv, Satteldach, fünf zu zwei Achsen, Giebel verschiefert, kräftiger Schwellenkranz, bestehend aus Rähm des Erdgeschosses, Schwelle Obergeschoss und Füllhölzern, strebenreiches, holzreiches Fachwerk, originale Fenstergrößen, zweigauben, Erdgeschoss massiv unterfahren im 19. Jahrhundert, Fensterläden. | 09246213 |
| Direkt Bild zu diesem Denkmal hochladen | Wohnhaus in halboffener Bebauung                                                                    | Stein 12 (Karte)              | 2. Hälfte 18. Jahrhundert | Zeittypisches Fachwerkhaus von städtebaulicher Bedeutung als Teil eines gleichartigen Bauensembles. Fachwerk-Obergeschoss, strebenreich, regelmäßig, Satteldach, zwei Dachhäuschen, Erdgeschoss massiv, zu große Fenster, Frackdach durch traufseitige Erweiterung, Straßenansicht wichtig für Ortsbild. | 09246215 |
| Direkt Bild zu diesem Denkmal hochladen | Wohnhaus in offener Bebauung                                                                        | Stein 14 (Karte)              | vor 1800                  | Landschaftstypisches kleines Fachwerkhaus (verputzt und verschiefert) in sehr gutem Originalzustand, sozialgeschichtlich von Bedeutung. Fachwerk-Obergeschoss, verputzt oder verschiefert, Satteldach, Erdgeschoss massiv, sehr kleines Häuslerhaus, durch rückwärtige Erweiterung Frackdach, sehr guter Originalzustand, schöne zweiflüglige barocke Haustür, möglicherweise älter als die Nachbarhäuser. | 09246216 |
| Direkt Bild zu diesem Denkmal hochladen | Wohnhaus in offener Bebauung                                                                        | Stein 16 (Karte)              | nach 1800                 | Landschaftstypisches Fachwerkhaus von städtebaulicher Bedeutung durch die Ensemblewirkung mit den benachbarten gleichartigen Bauwerken. Häuslerhaus, Fachwerk-Obergeschoss, wenige Streben, breiter Schwellenkranz, einfacheres Fachwerk, flachgeneigtes Satteldach, ein Giebel verputzt, ein Giebel massiv, Erdgeschoss massiv, ein Giebeldreieck verschiefert, verschiedene Anbauten ohne Denkmalwert, Denkmalwert: Städtebaulicher Wert durch die Ensemblewirkung, Staffelung der Fachwerkbauten entlang dieser Straße. | 09246217 |

## Thierfeld
| Bild                                    | Bezeichnung | Lage                             | Datierung                         | Beschreibung | ID       |
| --------------------------------------- | --- | -------------------------------- | --------------------------------- | --- | -------- |
| Direkt Bild zu diesem Denkmal hochladen | Wohnstallhaus, Scheune und zwei Seitengebäude eines Vierseithofes | Gartenweg 2 (Karte)              | Ende 18. Jahrhundert              | Teil der alten Ortsstruktur, baugeschichtlich von Bedeutung. - Wohnstallhaus: Erdgeschoss massiv, Obergeschoss Fachwerk, verputzt, Dach Schiefer, die Außenseiten verschiefert, - Scheune: Erdgeschoss massiv, Drempel Fachwerk, zwei Tore, - Nebengebäude: Schmaler, verformter Baukörper, Erdgeschoss massiv, teils Fachwerk, Obergeschoss verbrettert, - Nebengebäude: Erdgeschoss massiv, Garagen, Obergeschoss Fachwerk, verputzt, Außenseite Schiefer, Krüppelwalmdach. | 08955867 |
| Direkt Bild zu diesem Denkmal hochladen | Wohnstallhaus (ohne den Anbau) und Scheune eines Dreiseithofes | Gartenweg 3 (Karte)              | Ende 18. Jahrhundert              | Teil der alten Ortsstruktur, Fachwerkbauten, baugeschichtlich von Bedeutung. - Wohnstallhaus: Erdgeschoss massiv, teils Bruchsteine, Obergeschoss Fachwerk, sehr hoch sitzende Fenster, rundum Schiefer, - Scheune: Erdgeschoss teils massiv, teils Fachwerk, verbrettert, Obergeschoss Fachwerk, verbrettert. | 08955872 |
| Direkt Bild zu diesem Denkmal hochladen | Wohnstallhaus, Scheune und Seitengebäude eines Dreiseithofes | Gartenweg 11 (Karte)             | 2. Hälfte 18. Jahrhundert         | Bestandteil der ältesten Ortsstruktur, Fachwerkbauten. - Wohnstallhaus: Alter Baukörper, Erdgeschoss massiv, Obergeschoss Fachwerk, teils verbrettert/verschiefert, - Scheune: Fachwerk, verbrettert, - Nebengebäude: Erdgeschoss massiv, drei Garagen, Obergeschoss einriegeliges Fachwerk, ehemals dreijochige Oberlaube. | 08955875 |
| Weitere Bilder                          | Dorfkirche und Kirchhof Thierfeld: Kirche, Grabstein für Patrizius von Flemming (zur Zeit eingelagert Hartensteiner Str. 7), Grabmal Johann Gottfried Enderlein, Grabmal Gottfried Seidel, Grabmal 18. Jahrhundert (nicht lesbar) und Kirchhofseinfriedung | Hartensteiner Straße (Karte)     |                                   | Von kirchengeschichtlicher und ortshistorischer Bedeutung. Einzeldenkmale der Sachgesamtheit (siehe auch Sachgesamtheit 09300515): - Kirche: Reizvolle Chorturmkirche mit sehr auffallendem Dachreiter. Verputzter Bruchsteinbau, stark eingezogener Chorturm mit Kreuzdach und hohem, spitzem Dachreiter. Im Innern flachgedeckt, an drei Seiten Emporen. In der quadratischen Kapelle Kreuzgratgewölbe sowie Wand- und Gewölbemalereien (um 1896/97 freigelegt). An der Nordwand spätgotisches Sakramentshäuschen in Monstranzform, Buntglasfenster von Bruno Urban mit dem auferstandenen Christus, 1907. In den Kapellenecken vier Schnitzfiguren: Maria, ein heiliger Bischof, Jakobus der Ältere, heiliger Wenzel, um 1500. Sandsteintaufe mit Maßwerkzier, um 1500. Über dem Bogen zum Chor Kreuzigungsgruppe, Ende 15. Jahrhundert, Hölzerne Lesepulttaufe, 18. Jahrhundert, Orgel von Steinmüller, Grünhain, 1840/41, klanglich verändert. Bornkinnl, 17. Jahrhundert, (1930 restauriert). Drei Epitaphien, eines mit rocaillegerahmter Inschrifttafel von 1731, ein klassizistisches aus Marmor mit gerader Bedachung, bezeichnet 1791, eines aus Marmor mit Dreieckgiebel, bezeichnet 1741. - Grabmale/Denkmale: - Grabplatte Johann Gottfried Enderlein (170209300515770) - Grabplatte Gottfried Seidel (1682093005151731) und - ein nicht mehr lesbarer Stein aus dem 18. Jahrhundert, - Vor dem Westportal Grabmal des Patrizius von Flemming (gest. 1735) in Form eines Obelisken, eingelagert in der Pfarrscheune, Hartensteiner Str. 7, - Kriegerdenkmal für die Gefallenen des Ersten Weltkrieges, Bruchsteinsockel, Inschrifttafel (Bronze?), ehemalige Bekrönung mit Kreuz und Schwert (steht 2010 neben dem Denkmal), - Einfriedung: Bruchsteinmauer mit Dächlein, Eingangspfeiler mit Kugelbekrönung. | 08955857 |
| Direkt Bild zu diesem Denkmal hochladen | Sachgesamtheit Dorfkirche und Kirchhof Thierfeld mit folgenden Einzeldenkmalen: Kirche, Grabstein (Obelisk) und Kirchhofseinfriedung | Hartensteiner Straße (Karte)     | 1732–1734, im Kern älter (Kirche) | Von kirchengeschichtlicher und ortshistorischer Bedeutung. Sachgesamtheit (siehe Obj. 08955857) sowie Kirchhof als Sachgesamtheitsteil. | 09300515 |
| Direkt Bild zu diesem Denkmal hochladen | Wohnhaus in offener Bebauung | Hartensteiner Straße 1 (Karte)   | um 1800                           | Zeittypischer verschieferter Fachwerkbau in gutem Originalzustand von ortsbildprägender Bedeutung. Erdgeschoss massiv, Fachwerk-Obergeschoss verschiefert, Satteldach, Fensteranordnung erhalten, Denkmalwert: Ortsbildprägend durch Lage am Ortseingang, heimatgeschichtlicher Wert durch guten Originalzustand, ein barockes Fenster im Erdgeschoss, ein zu großes Fenster. | 09246203 |
| Direkt Bild zu diesem Denkmal hochladen | Stallscheune, Scheune und Torbogen eines Dreiseithofes | Hartensteiner Straße 5 (Karte)   | um 1800                           | Teil der alten Ortsstruktur, Fachwerkbauten, baugeschichtlich von Bedeutung. - Stallscheune: Fachwerk, teilweise auch im Erdgeschoss, sonst Bruchsteine, verputzt, Obergeschoss Fachwerk, Giebel verbrettert, - Scheune: Fachwerk, zur Straße hin massiv, Mansarddach, Giebel verbrettert, - Torbogen: Massiv, mit Schlussstein. | 08955858 |
| Direkt Bild zu diesem Denkmal hochladen | Pfarrhaus, Scheune und angebautes Seitengebäude (mit Oberlaube) sowie Gartenhaus | Hartensteiner Straße 7 (Karte)   | 18. Jahrhundert                   | Hausgeschichtlich, ortsgeschichtlich und sozialgeschichtlich von Bedeutung. - Pfarrhaus: Großer, alter Baukörper, Erdgeschoss massiv, teils Holzfenstergewände, Obergeschoss Fachwerk, verbrettert, Giebeldreieck Schiefer, - Scheune: Langer Baukörper, Fachwerk, verbrettert, Oberlaube mit Kopfband, - Gartenhaus: Quadratischer Massivbau, Walmdach mit Türmchen. | 08955859 |
| Direkt Bild zu diesem Denkmal hochladen | Wohnhaus | Hartensteiner Straße 20 (Karte)  | 1912                              | Baugeschichtlich, ortsbildprägend und sozialgeschichtlich von Bedeutung, mit verschiefertem Fachwerk-Obergeschoss. Giebelständig, Erdgeschoss massiv, Schlagläden, Obergeschoss Fachwerk, verschiefert, Satteldach mit Dachhecht. | 08955860 |
| Direkt Bild zu diesem Denkmal hochladen | Wohnstallhaus und Scheune eines Dreiseithofes | Hartensteiner Straße 24 (Karte)  | 2. Hälfte 19. Jahrhundert         | Teil der alten Ortsstruktur, Fachwerkbauten. - Wohnstallhaus: Erdgeschoss und hinterer Teil massiv, Obergeschoss und Giebel Fachwerk, Krüppelwalmdach, - Scheune: Fachwerk, teils auch im Erdgeschoss, Drempel Fachwerk, Krüppelwalmdach Schiefer. | 08955861 |
| Direkt Bild zu diesem Denkmal hochladen | Häuslerwohnhaus | Hartensteiner Straße 41 (Karte)  | 1. Hälfte 19. Jahrhundert         | Baugeschichtlich und sozialgeschichtlich von Bedeutung, mit Fachwerk-Obergeschoss, typische Lage in der Aue. Schmaler Baukörper, Erdgeschoss massiv, Obergeschoss Fachwerk, verbrettert, alte Fenster. | 08955864 |
| Direkt Bild zu diesem Denkmal hochladen | Wohnstallhaus eines Bauernhofes | Hartensteiner Straße 43 (Karte)  | Ende 18. Jahrhundert              | Landschaftstypisches Fachwerk-Wohnstallhaus, baugeschichtlich von Bedeutung. Erdgeschoss Bruchsteine, verputzt, Obergeschoss Fachwerk, im Giebel große Fenster, die Außenseiten verschiefert. | 08955865 |
| Direkt Bild zu diesem Denkmal hochladen | Scheune und Seitengebäude (mit Oberlaube) eines Dreiseithofes | Hartensteiner Straße 46 (Karte)  | 18. Jahrhundert                   | Hausgeschichtlich von Bedeutung. - Fachwerkbauten, Seitengebäude mit seltener Oberlaube - Scheune: Überwiegend Fachwerk auf Steinsockel, großes Tor, - Nebengebäude: Erdgeschoss massiv, Garagen, Obergeschoss Fachwerk, dreijochige Oberlaube mit verzierten Kopfbändern. | 08955866 |
| Direkt Bild zu diesem Denkmal hochladen | Ehemaliger Gasthof und Saal-Anbau | Hartensteiner Straße 70 (Karte)  | 2. Hälfte 18. Jahrhundert         | Obergeschoss Fachwerk, ortshistorische Bedeutung. - Gasthof: Erdgeschoss massiv, profilierter Türsturz, Obergeschoss Fachwerk, hohes Krüppelwalmdach und Giebel Schiefer, Dachstuhl verformt, - Tanzsaal: Massiv mit Rundbogenfenstern, Lisenengliederung. | 08955871 |
| Direkt Bild zu diesem Denkmal hochladen | Häuslerhaus | Hartensteiner Straße 71 (Karte)  | 1. Hälfte 19. Jahrhundert         | Mit Fachwerk-Obergeschoss, sozialgeschichtlich und ortsbildprägend von Bedeutung. Erdgeschoss massiv, verändert, Obergeschoss Fachwerk, Giebel verkleidet. | 08955870 |
| Direkt Bild zu diesem Denkmal hochladen | Wohnstallhaus eines Häusleranwesens | Hartensteiner Straße 76 (Karte)  | 2. Hälfte 18. Jahrhundert         | Obergeschoss Fachwerk verkleidet, baugeschichtlich und ortsbildprägend von Bedeutung. Hakengrundriss, Erdgeschoss massiv, Obergeschoss Fachwerk, verkleidet, vermutlich einriegeliges Fachwerk, sehr hoch sitzende Fenster, Satteldach mit zwei Dachhäuschen, Abriss geplant und genehmigt. | 08955879 |
| Direkt Bild zu diesem Denkmal hochladen | Häuslerhaus | Hartensteiner Straße 79 (Karte)  | bezeichnet 1867                   | Straßenbildprägend, weitgehend authentisch erhaltenes Fachwerkhaus, sozialgeschichtlich von Bedeutung. - Wohnhaus: Traufständig, von der Straße leicht zurückgesetzt, Erdgeschoss massiv, Steingewände, profilierter Türsturz, Obergeschoss rundum Fachwerk, Giebel Schiefer, Krüppelwalmdach, - Scheune: Fachwerk, verbrettert, ein Drittel massiv, Gebäude wurde zum Wohnhaus umgebaut und ist nicht mehr denkmalwürdig. | 08955878 |
| Direkt Bild zu diesem Denkmal hochladen | Häuslerhaus | Hartensteiner Straße 82 (Karte)  | 1. Hälfte 19. Jahrhundert         | Straßenbildprägender Fachwerkbau, baugeschichtlich und sozialgeschichtlich von Bedeutung. Traufständig, Erdgeschoss massiv, Obergeschoss und Giebel Fachwerk, Giebeldreieck verkleidet. | 08955877 |
| Direkt Bild zu diesem Denkmal hochladen | Ehemalige Schule (ohne Anbau), heute Kindergarten | Hartensteiner Straße 84 (Karte)  | 1920er Jahre                      | Im traditionalistischen Stil der 1920er Jahre, baugeschichtliche und ortsgeschichtliche Bedeutung. Zweigeschossiger Massivbau mit zurückspringendem Mittelteil, dort zwei Kolossalsäulen, Segmentbogenfenster, Satteldach mit Dachhecht und Dachreiter, Uhr, Schiefer, Vorgängerbau von 1877, seit 2006 Kindertagesstätte der DRK. | 08955876 |
| Direkt Bild zu diesem Denkmal hochladen | Wohnstallhaus, Scheune, Torhaus und Torbogen (hintere Hofseite) eines Vierseithofes | Hartensteiner Straße 110 (Karte) | um 1800                           | Fachwerkbauten, heimatgeschichtlicher Wert. - Wohnstallhaus: Erdgeschoss massiv, Obergeschoss Fachwerk, große Fenster, trotz Veränderung aufgrund der erhaltenen Struktur noch Denkmalwert, - Scheune: Fachwerk, verbrettert, - Stallscheune: Erdgeschoss massiv, Obergeschoss Fachwerk, Giebel Schiefer. | 08955882 |
| Direkt Bild zu diesem Denkmal hochladen | Wohnstallhaus, Scheune und Stallscheune eines Dreiseithofes | Hartensteiner Straße 119 (Karte) | 2. Hälfte 18. Jahrhundert         | Teil der alten Ortsstruktur, Fachwerkbauten, baugeschichtlich von Bedeutung. - Wohnstallhaus: Großer, alter Baukörper, Erdgeschoss massiv, Steingewände, Obergeschoss Fachwerk, verbrettert, Krüppelwalmdach Schiefer, - Scheune: Massiv, mit Drempel, Steingewände, - Stallscheune: Erdgeschoss massiv, Obergeschoss Fachwerk, verbrettert, Dach Schiefer. | 08955881 |
| Direkt Bild zu diesem Denkmal hochladen | Häusleranwesen | Hartensteiner Straße 124 (Karte) | um 1800                           | Schlichter Fachwerkbau von baugeschichtlichem Wert. Alter Baukörper, Erdgeschoss massiv, Garage, Obergeschoss Fachwerk, Giebel verkleidet. | 08955880 |
| Direkt Bild zu diesem Denkmal hochladen | Wohnhaus und Torbogen eines Bauernhofes | Katzenstraße 14 (Karte)          | Mitte 19. Jahrhundert             | Fachwerk-Wohnhaus, heimatgeschichtlicher Wert. Erdgeschoss massiv, Obergeschoss Fachwerk, Giebel verkleidet, Seite verschiefert, Anbau, Torbogen: massiv, mit Dächlein. | 08955869 |
| Direkt Bild zu diesem Denkmal hochladen | Meilenstein | Katzenstraße 15e (Karte)         | nach 1856 (Meilenstein)           | Vermutlich Halbmeilenstein (Beschriftung und Krone nicht erhalten), verkehrsgeschichtlich von Bedeutung. Kleiner Wegstein, zirka 50 cm hoch, Sandstein. | 08955868 |
| Direkt Bild zu diesem Denkmal hochladen | Wohnstallhaus eines Bauernhofes, mit frei stehendem Backhaus | Katzenstraße 18 (Karte)          | Ende 18. Jahrhundert              | Fachwerk-Wohnstallhaus, gutes Beispiel für die Holzbauweise, baugeschichtlich von Bedeutung. Alter Baukörper, Erdgeschoss massiv, Korbbogenportal mit Schlussstein, Obergeschoss Fachwerk, verschiefert. | 08955883 |

## Zschocken
| Bild                                    | Bezeichnung | Lage                                 | Datierung                       | Beschreibung | ID       |
| --------------------------------------- | --- | ------------------------------------ | ------------------------------- | --- | -------- |
| Direkt Bild zu diesem Denkmal hochladen | Häusleranwesen (ohne Anbau)                                                                                           | Am Schrebergarten 4 (Karte)          | bezeichnet 1853                 | Heimatgeschichtlicher Wert. Erdgeschoss massiv, profilierter Türsturz, Obergeschoss drei Seiten Fachwerk, dekorativ verschiefert, | 08955839 |
| Direkt Bild zu diesem Denkmal hochladen | Denkmal für die Gefallenen des Ersten Weltkrieges                                                                     | Hauptstraße (Karte)                  | nach 1918 (Kriegerdenkmal)      | Sich nach oben verjüngender Granitmonolith, darauf Tafel mit Namen der Gefallenen, ortsgeschichtlich von Bedeutung. | 08955822 |
| Direkt Bild zu diesem Denkmal hochladen | Mühlenwohnhaus und Seitengebäude (heute Sägewerk)                                                                     | Hauptstraße 11 (Karte)               | Ende 19. Jahrhundert            | Ortshistorische Bedeutung. - Wohnhaus: Erdgeschoss und Giebel massiv, Obergeschoss Fachwerk, dekorativ verbrettert, Dach Schiefer, - Nebengebäude: Erdgeschoss massiv, Drempel Fachwerk, die Tore ebenso gestaltet wie das Obergeschoss des Wohnhauses. | 08955805 |
| Direkt Bild zu diesem Denkmal hochladen | Häusleranwesen (auf Hakengrundriss)                                                                                   | Hauptstraße 20 (Karte)               | 17./18. Jahrhundert             | Gutes Beispiel für die Holzbauweise (ehemals Umgebindehaus), strebenreiches Fachwerk-Obergeschoss, baugeschichtliche Bedeutung. Erdgeschoss massiv, ein kleiner Teil Fachwerk, Obergeschoss Fachwerk, ziemlich strebenreich, in der Schwelle Blattsassen erkennbar, Krüppelwalmdach, Dachhäuschen, zum Hof vorkragendes Obergeschoss auf Ständern mit Kopfband (verblattet), dort erneuerte Holzkonstruktion. | 08955807 |
| Direkt Bild zu diesem Denkmal hochladen | Wohnhaus | Hauptstraße 23 (Karte)               | 1. Hälfte 19. Jahrhundert       | Mit Fachwerk-Obergeschoss, heimatgeschichtlicher Wert. Auf Hakengrundriss, Erdgeschoss massiv, Obergeschoss Fachwerk, verbrettert, Dach Schiefer. | 08955826 |
| Direkt Bild zu diesem Denkmal hochladen | Wohnstallhaus und Seitengebäude eines Dreiseithofes                                                                   | Hauptstraße 26 (Karte)               | 1. Hälfte 17. Jahrhundert       | Traditionelles ländliches Wirtschaftsgebäude, sehr altes Wohnstallhaus, Fachwerkkonstruktion mit doppelten Andreaskreuzen, von großer baugeschichtlicher Bedeutung. - Wohnstallhaus: Erdgeschoss massiv, Steingewände, Obergeschoss Fachwerk, an der Schwelle Schiffskehlchen, zur Hofseite Andreaskreuze, Reste von Kopfband, Dach Schiefer, - Stallscheune: Erdgeschoss Bruchsteine, verputzt, Obergeschoss Fachwerk, drei Lukarnen. | 08955825 |
| Direkt Bild zu diesem Denkmal hochladen | Seitengebäude (mit Oberlaube) eines Vierseithofes                                                                     | Hauptstraße 28 (Karte)               | 18. Jahrhundert                 | Zeit- und landschaftstypisches Wirtschaftsgebäude in Fachwerkbauweise mit seltener Oberlaube, baugeschichtlich von Bedeutung. - Nebengebäude: Hohes, massives Erdgeschoss, Obergeschoss Fachwerk, mit sechsjochiger Oberlaube, Zwerchhaus, zur Straße hin ins Gelände hineingebaut, auf Steinsockel (Einfahrt), - Scheune: Fachwerk mit Drempel, drei Gaupen, Schieferdach. Scheune 2015 nach Begehung gestrichen. | 08955824 |
| Direkt Bild zu diesem Denkmal hochladen | Giebelseite des Wohnhauses (Südseite des Gebäudes) eines Bauernhofes                                                  | Hauptstraße 31 (Karte)               | Ende 18. Jahrhundert            | Fachwerkgiebel, ortsbildprägende Bedeutung in der Aue, baugeschichtlich von Bedeutung. | 08955806 |
| Direkt Bild zu diesem Denkmal hochladen | Scheune und Stallscheune eines Dreiseithofes                                                                          | Hauptstraße 34 (Karte)               | 2. Hälfte 19. Jahrhundert       | Fachwerkbauten, heimatgeschichtlicher Wert. - Scheune: Fachwerk auf Ziegelsockel, - Stallscheune: An die Scheune angebaut, Erdgeschoss massiv, Obergeschoss Fachwerk, Lastenaufzug, alte Fenster, (Flurstück 284/10 – Hausnummer 34). | 08955823 |
| Direkt Bild zu diesem Denkmal hochladen | Seitengebäude (mit Oberlaube) und Scheune eines Vierseithofes                                                         | Hauptstraße 39; 39b (Karte)          | 18. Jahrhundert                 | Schlichte, landschaftstypische Wirtschaftsgebäude, die Oberlaube am Seitengebäude erlangt Seltenheitswert und ist daher hausgeschichtlich bedeutsam, als ehemaliges Erbgericht kommt der Hofanlage auch ortsgeschichtliche Bedeutung zu. - Nebengebäude: Erdgeschoss massiv, Gaupen, Obergeschoss Fachwerk mit fünfjochiger Oberlaube, fehlende Brüstungsbretter, - Scheune: Fachwerk mit gekreuzten Streben, verblattet, Drempel verbrettert, (Haus Nummer 39 – Flstck. 131/4, Haus Nummer: 39b – Flstck. 131/3). | 08955836 |
| Direkt Bild zu diesem Denkmal hochladen | Ehemaliges Gemeindeamt                                                                                                | Hauptstraße 54 (Karte)               | bezeichnet 1926                 | Traditionell geprägter, zweigeschossiger Putzbau mit Mansarddach, ortsgeschichtliche Bedeutung. Traditionell geprägter Bau, zweigeschossiger Putzbau auf Granitsockel, Gurtgesims, Mittelrisalit, Mansarddach mit Hechtgaupen. | 08955832 |
| Direkt Bild zu diesem Denkmal hochladen | Scheune sowie zwei Seitengebäude eines Dreiseithofes                                                                  | Hauptstraße 55b (Karte)              | bezeichnet 1881                 | Fachwerkbauten, heimatgeschichtliche Bedeutung. - Scheune: Fachwerk mit Drempel, zwei große Tore, - Stallscheune: Erdgeschoss massiv, flachbogige Stalltür, Obergeschoss Fachwerk, Dach Schiefer, Giebel verkleidet, - Schuppen: Preußisches Fachwerk, Drempel verbrettert. | 08955833 |
|                                         | Mietshaus in offener Bebauung                                                                                         | Hauptstraße 57 (Karte)               | 1904                            | Straßenbildprägendes Gründerzeitgebäude, Putzbau mit Ziegelsteingliederung, ortsentwicklungsgeschichtlich bedeutend. Zweigeschossiger Putzbau mit Backsteingliederung, an den Fenstergewänden Formsteine, Krüppelwalmdach, drei Gaupen, Dach Schiefer. | 08955837 |
| Direkt Bild zu diesem Denkmal hochladen | Wohnstallhaus, Scheune, zwei Stallscheunen und Torpfeiler eines Vierseithofes                                         | Hauptstraße 63 (Karte)               | bezeichnet 1805                 | Teil der alten Ortsstruktur, geschlossen erhaltene Hofanlage in Fachwerkbauweise, baugeschichtlich von Bedeutung. - Wohnstallhaus: Großer, alter Baukörper, Erdgeschoss und Teil des Obergeschosses massiv, sonst Fachwerk, Giebel verkleidet, Krüppelwalmdach Schiefer, - Scheune: Preußisches Fachwerk mit Drempel, Giebeldreieck verkleidet, - Stallscheune: Erdgeschoss Bruchsteine/Ziegel, zwei flachbogige Tore, Obergeschoss preußisches Fachwerk, Dach Schiefer, - Stallscheune: Erdgeschoss Ziegel, verputzt, Obergeschoss preußisches Fachwerk, Torpfeiler mit Kugelbekrönung. | 08955838 |
| Direkt Bild zu diesem Denkmal hochladen | Königlich-Sächsischer Halbmeilenstein                                                                                 | Hauptstraße 64 (Karte)               | 2. Hälfte 19. Jahrhundert       | Verkehrsgeschichtlich von Bedeutung, heute im Bauernhof aufgestellt. In Aufschüttung hinter dem ehemaligen Stallgebäude gefunden, steht heute nicht am ursprünglichen Standort. | 08956979 |
| Direkt Bild zu diesem Denkmal hochladen | Zwei Seitengebäude eines Dreiseithofes                                                                                | Hauptstraße 64 (Karte)               | um 1800                         | Teil der alten Ortsstruktur, Obergeschosse Fachwerk, eines mit Laubengang, baugeschichtlich von Bedeutung. - Wohnhaus: Erdgeschoss und eine Seite des Obergeschosses massiv, Obergeschoss drei Seiten Fachwerk, Giebel Schiefer, Wohnhaus 2010 gestrichen (massiver Umbau: neuer Dachstuhl, im Innern entkernt), - Die Seitengebäude: Erdgeschoss massiv, verändert, Obergeschoss Fachwerk, das ältere mit Laubengang, dort Kopfbänder. | 08955842 |
| Direkt Bild zu diesem Denkmal hochladen | Wohnstallhaus, zwei Seitengebäude, Granittrog und Inschrifttafel neben der Haustür des Wohnhauses eines Dreiseithofes | Hauptstraße 68 (Karte)               | bezeichnet 1794                 | Zeit- und landschaftstypische ländliche Wohn- und Wirtschaftsgebäude von sozialgeschichtlichem und ortsbildprägendem Wert. - Wohnstallhaus: Erdgeschoss massiv, verändert, Obergeschoss strebenreiches Fachwerk, dekorativer Giebel, Krüppelwalmdach, - Scheune: Erdgeschoss massiv, Obergeschoss Fachwerk, verbrettert, - Nebengebäude: Erdgeschoss Fachwerk, verbrettert, Obergeschoss Fachwerk, heute Werkstatt, Granittrog vor dem Wohnhaus, Tafel über den Erbauer des Hauses seitlich des Eingangs. | 08955840 |
| Direkt Bild zu diesem Denkmal hochladen | Seitengebäude (Stallscheune) eines Dreiseithofes                                                                      | Hauptstraße 72 (Karte)               | Ende 18. Jahrhundert            | Gutes Beispiel für die Holzbauweise, baugeschichtlich von Bedeutung. Fachwerk (einriegelig), teilweise auch im Erdgeschoss, sonst Bruchsteine, verputzt, Giebel verbrettert, originale Fenstergrößen, ehemals mit Laubengang? | 08955843 |
| Direkt Bild zu diesem Denkmal hochladen | Mietshaus und Schuppen                                                                                                | Hauptstraße 76 (Karte)               | um 1900                         | Historisierend, ab Obergeschoss in Klinker, Anklänge an den Schweizerstil, baugeschichtlich von Bedeutung. - Erdgeschoss verputzt, Ladeneinbau, Obergeschoss Klinker, flacher Mittelrisalit, Fenstersturz mit gusssteinen akzentuiert, Formsteine am Fenstergewände, Dachhaus mit Zierhölzern, Anklänge an den Schweizerstil, - Schuppen: Backstein mit Satteldach. | 08955845 |
| Direkt Bild zu diesem Denkmal hochladen | Wohnstallhaus, Scheune und Schuppen eines Dreiseithofes                                                               | Hauptstraße 81 (Karte)               | Ende 18. Jahrhundert            | Heimatgeschichtlicher Wert, Bauten in Fachwerkbauweise. - Wohnstallhaus: Erdgeschoss und Hofseite des Obergeschosses massiv, Obergeschoss drei Seiten Fachwerk, Giebel Schiefer, - Scheune: Erdgeschoss teils massiv, Obergeschoss Fachwerk, verbrettert/verkleidet, - Schuppen: Erdgeschoss massiv, Obergeschoss Fachwerk, verbrettert. | 08955846 |
| Direkt Bild zu diesem Denkmal hochladen | Wohnstallhaus, ehemalige Schmiede                                                                                     | Hauptstraße 83 (Karte)               | um 1800                         | Obergeschoss Fachwerk verkleidet, baugeschichtlich, sozialgeschichtlich, ortsgeschichtlich und ortsbildprägend von Bedeutung. Erdgeschoss massiv, Obergeschoss drei Seiten Fachwerk, verkleidet, originale Fenstergrößen. | 08955848 |
| Direkt Bild zu diesem Denkmal hochladen | Häusleranwesen (ehemals Schmiede)                                                                                     | Hauptstraße 87 (Karte)               | 1793                            | Mit Fachwerk-Obergeschoss, baugeschichtliche und sozialgeschichtliche Bedeutung. - Wohnhaus: Erdgeschoss massiv, Steingewände, Obergeschoss Fachwerk, aufgebrettert, Fensteranordnung verändert, die Giebel Schiefer, - Werkstatt: Massiv, verputzt, großes Tor, Drempel und Giebel preußisches Fachwerk, Das Nebengebäude wurde vermutlich nach 1900 errichtet und hat keinerlei baugeschichtliche Besonderheiten, der Denkmalwert ist eindeutig nicht gegeben, daher erfolgt 2010 die Streichung des Nebengebäudes aus der Denkmalaufstellung (Koch, 2010/Januar). | 08955849 |
| Direkt Bild zu diesem Denkmal hochladen | Wohnstallhaus, Seitengebäude und daran angebaute Scheune eines Bauernhofes, ehemaliges Erbgericht                     | Hauptstraße 89 (Karte)               | 2. Hälfte 18. Jahrhundert       | Stattliche Hofanlage in Fachwerkbauweise, baugeschichtlich und ortsgeschichtlich von Bedeutung. - Wohnstallhaus: Breitgelagerter Bau, Erdgeschoss massiv, Obergeschoss Fachwerk, kräftige Schwelle, Giebel Schiefer, Brandgiebel, großer Dachstuhl, - Scheune: Hakengrundriss, Stallscheune angebaut, diese mit massivem Erdgeschoss, Obergeschoss Fachwerk, Krüppelwalmdach, die Scheune Fachwerk mit Drempel, Außenseite Schiefer. | 08955847 |
| Direkt Bild zu diesem Denkmal hochladen | Wohnstallhaus, Scheune und Einfriedung eines Zweiseithofes                                                            | Hauptstraße 97 (Karte)               | 2. Hälfte 19. Jahrhundert       | Schlichte Fachwerkbauten von landschaftsprägender und sozialgeschichtlicher Bedeutung. - Wohnstallhaus: Erdgeschoss massiv, profilierter Türsturz, Obergeschoss Fachwerk, verbrettert, Giebel verkleidet, - Scheune: Fachwerk, verbrettert, Giebel massiv, - Einfriedung (fünf Zaun- oder Torpfeiler): Torpfeiler, gegiebelt, Zaunspfeiler profiliert, Wohnhaus teilsaniert, Scheune unsaniert. | 08955850 |
| Direkt Bild zu diesem Denkmal hochladen | Wohnstallhaus eines Bauernhofes                                                                                       | Hauptstraße 121 (Karte)              | Mitte 19. Jahrhundert           | Obergeschoss Fachwerk, baugeschichtlich, landschaftsgestaltend und sozialgeschichtlich von Bedeutung. Erdgeschoss massiv, sehr verändert, Korbbogenportal mit Schlussstein, Obergeschoss rundum Fachwerk, zwei Seiten verkleidet, Krüppelwalmdach. | 08955855 |
| Direkt Bild zu diesem Denkmal hochladen | Zollhaus | Hauptstraße 124 (Karte)              | 1691                            | An der alten Salzstraße nach Böhmen, 1791 auf Plan Straße als Fürstenstraße bezeichnet und das Haus als Zollhaus, Plan 1876 Bezeichnung „Zollhaus Lichtenstein“, regionalgeschichtliche und allgemein geschichtliche Bedeutung. Zweigeschossiger Massivbau mit steilem Walmdach, Stallfenster oval, Dach Schiefer, drei Dachgaupen, Zollhaus bis 1885, danach bis in die 1960er Jahre als Gasthof. | 08955854 |
| Direkt Bild zu diesem Denkmal hochladen | Wohnstallhaus, Scheune, Stallscheune und Torpfeiler eines Vierseithofes                                               | Lichtensteiner Straße 59 (Karte)     | 2. Hälfte 18. Jahrhundert       | Hofanlage in Fachwerkbauweise, mit Nummer 68 städtebaulich bedeutsam sowie sozialgeschichtlich und baugeschichtlich von Bedeutung. - Wohnstallhaus: Breitgelagerter Baukörper, Erdgeschoss massiv, Obergeschoss Fachwerk, kräftige Schwelle, Giebel verkleidet, Lukarne, - Scheune: Sockel massiv, sonst Fachwerk, Dach Schiefer, - Nebengebäude: Erdgeschoss massiv, Drempel preußisches Fachwerk, Ladeluke, - Torpfeiler mit Kugelbekrönung. 2005 Wohnstallhaus teilsaniert, Scheune gefährdet, Stallscheune und Torpfeiler unsaniert. | 08955821 |
| Direkt Bild zu diesem Denkmal hochladen | Wohnstallhaus, Seitengebäude und Torpfeiler eines Zweiseithofes                                                       | Lichtensteiner Straße 68 (Karte)     | Mitte 19. Jahrhundert           | Hofanlage in Fachwerkbauweise, bildet mit Nummer 59 eine Art Torsituation, baugeschichtlich und städtebaulich von Bedeutung. - Wohnstallhaus: Alter Baukörper, Erdgeschoss massiv, Obergeschoss Fachwerk, Giebel verkleidet, im Anbau nur Drempel Fachwerk, - Nebengebäude: Erdgeschoss und Giebel massiv, Garage, Obergeschoss zwei Seiten Fachwerk, verbrettert, - Torpfeiler mit Kugelbekrönung. 2005 Wohnstallhaus teilsaniert, Nebengebäude und Torpfeiler unsaniert. | 08955820 |
| Direkt Bild zu diesem Denkmal hochladen | Scheune und zwei Seitengebäude eines Vierseithofes                                                                    | Lindenweg 1 (Karte)                  | 1. Hälfte 19. Jahrhundert       | Beispiel für die Holzbauweise, baugeschichtlich und wirtschaftsgeschichtlich von Bedeutung. - Scheune: Preußisches Fachwerk mit Drempel, große Tore, - Die Nebengebäude: Erdgeschoss massiv, verändert, Obergeschoss Fachwerk, verbrettert. | 08955851 |
| Direkt Bild zu diesem Denkmal hochladen | Wohnstallhaus, Torbogen und Seitengebäude eines Dreiseithofes                                                         | Lindenweg 2 (Karte)                  | 1. Hälfte 19. Jahrhundert       | Bau- und heimatgeschichtlicher Wert, strebenreiches Fachwerk. - Wohnstallhaus: Stattliches Haus, Erdgeschoss massiv, Obergeschoss strebenreiches Fachwerk, Giebel und Außenseite Schiefer, - Nebengebäude: Erdgeschoss massiv, Einfahrt, in der Schwelle Blattsassen, Obergeschoss Fachwerk, Schiebefenster, Krüppelwalmdach, - Torbogen zwischen Wohnstallhaus und Nebengebäude. | 08955852 |
| Direkt Bild zu diesem Denkmal hochladen | Seitengebäude (Stallscheune) eines Vierseithofes                                                                      | Lindenweg 6b (Karte)                 | 1. Hälfte 19. Jahrhundert       | Wissenschaftlich-dokumentarischer Wert, mit Fachwerk-Obergeschoss, baugeschichtlich von Bedeutung. Erdgeschoss massiv, drei flachbogige Eingänge (Kumthalle?), originales Türblatt, Holztürgewände, Obergeschoss Fachwerk, Hofseite vorkragend, abgerundete Balkenköpfe, Außenseiten Schiefer. | 08955853 |
| Direkt Bild zu diesem Denkmal hochladen | Häusleranwesen | Waldweg 3 (Karte)                    | laut Auskunft 1769              | Obergeschoss Fachwerk, heimatgeschichtlicher Wert. Massives Erdgeschoss mit Steingewänden, Obergeschoss Fachwerk, verbrettert, Giebel massiv, originale Fenstergrößen. | 08955810 |
| Direkt Bild zu diesem Denkmal hochladen | Wohnstallhaus und Scheune eines Dreiseithofes                                                                         | Wiesenweg 1 (Karte)                  | um 1800                         | Fachwerkbauten, ortsbildprägende Lage in der Aue, baugeschichtlich von Bedeutung. - Wohnstallhaus: Erdgeschoss massiv, Obergeschoss Fachwerk (einriegelig), zwei Seiten verschiefert, Giebeldreieck verbrettert, Dach Schiefer, - Scheune: Fachwerk, verbrettert, Dach Schiefer. | 08955827 |
| Direkt Bild zu diesem Denkmal hochladen | Wohnhaus | Wiesenweg 6 (Karte)                  | bezeichnet 1811                 | Landschaftstypisches Fachwerkwohnhaus, baugeschichtlich von Bedeutung. Erdgeschoss massiv, Obergeschoss rundum Fachwerk, Giebel verbrettert, sonst verputzt, Dach Schiefer. | 08955828 |
| Direkt Bild zu diesem Denkmal hochladen | Häuslerhaus | Wiesenweg 8 (Karte)                  | Anfang 19. Jahrhundert          | Obergeschoss Fachwerk verkleidet, heimatgeschichtlicher Wert. Traufständig, Erdgeschoss massiv, profilierter Türsturz, Obergeschoss Fachwerk, verkleidet, Giebel massiv, Krüppelwalmdach. | 08955829 |
| Direkt Bild zu diesem Denkmal hochladen | Seitengebäude (Torhaus) eines Vierseithofes, ehemaliges Mühlenanwesen                                                 | Wiesenweg 14 (Karte)                 | bezeichnet 1761                 | Weitgehend original erhaltenes Torhaus von baugeschichtlichem Wert. - Seitengebäude: Erdgeschoss massiv, Einfahrt, Obergeschoss kräftiges Fachwerk, Ladeluke, großes Dachhäuschen mit Lastenaufzug, - Scheune: Fachwerk, verbrettert, Durchfahrt. | 08955830 |
|                                         | Dorfkirche und Kirchhof Zschocken: Kirche, Kirchtorhaus und Kirchhofseinfriedung                                      | Wilhelm-Zierold-Weg (Karte)          | 13. Jahrhundert                 | Im Kern romanische Chorturmkirche, von kirchengeschichtlicher und ortshistorischer Bedeutung. Einzeldenkmale der Sachgesamtheit (siehe auch Sachgesamtheit 09300516): - Kirche: Wehrhafte Chorturmkirche, verputzter Bruchsteinbau mit Porphyrgewänden, der eingezogene Chor mit 3/8-Schluss, darüber der quadratische Chorturm, das Obergeschoss mit geschweifter Haube und Laterne. Im Innern flachgedeckt, doppelte Emporen, 1847/48. Triumphbogen zum Chor, dort nachgotische Netzrippengewölbe mit weit heruntergezogenen Rippen, die auf tütenförmigen Konsolen enden. Ornamentale Malerei im Gewölbe und auf der Innenseite des Triumphbogens von 1619. Schlichte hölzerne Kanzel von 1847/48. Buntglasfenster von 1904 mit der Himmelfahrt Christi. Großes, hölzernes Kruzifix von 1696. Klangvolle romantische Kreutzbach-Orgel von 1848. Zwei bäuerlich-barocke Gemälde des ehemaligen Altars, Abendmahl und Kreuzigung, Mitte 17. Jahrhundert, - Einfriedung: Backsteinmauer mit Pfeilern, - Torhaus zum Kirchhof: Rundbogig, kleines Dach auf Holzkonstruktion. | 08955813 |
| Direkt Bild zu diesem Denkmal hochladen | Sachgesamtheit Dorfkirche und Kirchhof Zschocken                                                                      | Wilhelm-Zierold-Weg (Karte)          | 13. Jahrhundert (Kirche)        | Im Kern romanische Chorturmkirche, von kirchengeschichtlicher und ortshistorischer Bedeutung. Sachgesamtheit, mit folgenden Einzeldenkmalen: Kirche, Kirchtorhaus und Kirchhofseinfriedung (siehe Obj. 08955813). Beschreibung siehe oben. | 09300516 |
| Direkt Bild zu diesem Denkmal hochladen | Wohnstallhaus und zwei Seitengebäude eines Vierseithofes                                                              | Wilhelm-Zierold-Weg 1 (Karte)        | 1. Hälfte 18. Jahrhundert       | Wissenschaftlich-dokumentarischer Wert und ortshistorische Bedeutung. - Wohnstallhaus: Erdgeschoss und Teil des Obergeschosses massiv, verändert, sonst Obergeschoss Fachwerk, Giebel verkleidet, originale Fenstergrößen, - Nebengebäude 1: Erdgeschoss Bruchsteine, Porphyrgewände, Obergeschoss Fachwerk, ruinös, - Nebengebäude 2: Erdgeschoss Bruchsteine, Obergeschoss Fachwerk, in der Schwelle Blattsassen, alter Baukörper. 2005 Wohnstallhaus unsaniert, beide Nebengebäude gefährdet. | 08955811 |
| Direkt Bild zu diesem Denkmal hochladen | Häuslerhaus | Wilhelm-Zierold-Weg 5 (Karte)        | letztes Drittel 19. Jahrhundert | Ortsbildprägend durch erhöhte Lage, mit Fachwerk-Obergeschoss, sozialgeschichtlich von Bedeutung. Erdgeschoss massiv, Obergeschoss Fachwerk, verbrettert, gesägte Fensterzierrahmen. | 08955819 |
| Direkt Bild zu diesem Denkmal hochladen | Wohnstallhaus eines Dreiseithofes                                                                                     | Wilhelm-Zierold-Weg 14 (Karte)       | Anfang 19. Jahrhundert          | Beispiel für die Holzbauweise, baugeschichtlich von Bedeutung. - Wohnstallhaus: Erdgeschoss massiv, erneuert, Obergeschoss Fachwerk, Giebel verkleidet, - Scheune: Teils Ziegel, teils Fachwerk, verbrettert, Garage, abgebrochen und durch Neubau ersetzt vor 2010. | 08955812 |
| Direkt Bild zu diesem Denkmal hochladen | Pfarrhaus (vermutlich)                                                                                                | Wilhelm-Zierold-Weg 16 (Karte)       | Mitte 19. Jahrhundert           | Neben dem Kirchhofstorhaus stehendes, verputztes Fachwerkhaus von ortsgeschichtlicher und landschaftsprägender Bedeutung. Erdgeschoss massiv, Porphyrgewände, profilierter Türsturz, Obergeschoss Fachwerk, verputzt, Giebel Schiefer. | 08955814 |
| Direkt Bild zu diesem Denkmal hochladen | VVN-Denkmal | Wilhelm-Zierold-Weg 21 (bei) (Karte) | nach 1945                       | Stein mit der Inschrift: „VVN Die Toten mahnen“. Geschichtlich von Bedeutung. | 08955816 |
| Direkt Bild zu diesem Denkmal hochladen | Gasthof mit Stallscheune und Scheune, ehemaliges Anstalt- und Fürsorgegut                                             | Wilhelm-Zierold-Weg 21; 22 (Karte)   | um 1930                         | Ortsgeschichtliche Bedeutung. - Gasthof: Eingeschossig mit steilem Dach, Erdgeschoss massiv, dreieckiges Eingangsportal, Giebel verbrettert, beidseitig Dachhecht mit oktogonalem Turm, Lastenaufzug, - Scheune: Preußisches Fachwerk, großes Dachhäuschen, - Stallscheune: Auf Hakengrundriss, Erdgeschoss Bruchsteine, verputzt, Drempel, preußisches Fachwerk, (Hausnr. 21 – Flstck. 620/12, Hausnr. 22 – Flstck. 620/11). 2005 Gasthof und Stallscheune teilsaniert, Scheune unsaniert. | 08955815 |
| Direkt Bild zu diesem Denkmal hochladen | Wohnstallhaus und Scheune eines Dreiseithofes                                                                         | Zwickauer Straße 51 (Karte)          | 1. Hälfte 19. Jahrhundert       | Fachwerkbauten, heimatgeschichtlicher Wert. - Wohnstallhaus: Erdgeschoss massiv, Balkonanbau, Obergeschoss Fachwerk, einriegelig, Giebel verkleidet, - Scheune: Fachwerk, verbrettert. | 08955817 |
| Direkt Bild zu diesem Denkmal hochladen | Wohnstallhaus eines Bauernhofes                                                                                       | Zwickauer Straße 59 (Karte)          | 1. Hälfte 19. Jahrhundert       | Fachwerk-Wohnstallhaus, Teil der alten Ortsstruktur, weitgehend ursprünglich erhalten, heimatgeschichtlicher Wert. Erdgeschoss massiv, Steingewände, Obergeschoss rundum Fachwerk, verbrettert, drei Seiten verschiefert. | 08955818 |
| Direkt Bild zu diesem Denkmal hochladen | Mühlenwohnhaus | Zwickauer Straße 93 (Karte)          | Anfang 19. Jahrhundert          | Stattliches Gebäude, ortsgeschichtliche und baugeschichtliche Bedeutung. Erdgeschoss massiv, Obergeschoss Fachwerk verbrettert, originale Fenster, Giebeldreieck Schiefer, Krüppelwalmdach. | 08955809 |